# Élections régionales de 2015 en Auvergne-Rhône-Alpes
Pour un article plus général, voir Élections régionales françaises de 2015.
Les élections régionales en Auvergne-Rhône-Alpes ont lieu les 6 et 13 décembre 2015 afin de désigner les 204 sièges du conseil régional.
Au premier tour, la liste d'union de la droite et du centre de Laurent Wauquiez arrive en tête avec 31,73 % des voix contre la liste FN de Christophe Boudot avec 25,25 % des voix. La liste PS-PRG, menée par le président sortant de la région Rhône-Alpes Jean-Jack Queyranne arrive en troisième position avec 23,93 % des voix, et fusionne au second tour avec les listes EELV/PG et PCF de Jean-Charles Kohlhaas et Cécile Cukierman pour former une liste d'union de la gauche au second tour. Malgré cette fusion, la liste de Jean-Jack Queyranne est battue au second tour par Laurent Wauquiez avec 40,62 % contre 36,84 % pour le socialiste. Le FN arrive quant à lui en troisième position avec 22,55 %.
La droite remporte ainsi la région Auvergne-Rhône-Alpes, alors que la gauche était majoritaire dans les anciennes régions Auvergne et Rhône-Alpes depuis 2004 sous les présidences des socialistes Jean-Jack Queyranne en Rhône-Alpes et René Souchon en Auvergne.

## Contexte régional
Historiquement à droite, ces deux régions ont basculé pour la première fois à gauche en 2004. En Auvergne, Pierre-Joël Bonté avait été élu président puis remplacé à la suite de son décès en 2006 par René Souchon et en Rhône-Alpes, Jean-Jack Queyranne avait été élu. À la suite des élections de 2010, la gauche a conservé les deux régions et leurs présidents respectifs ont été réélus, en Auvergne en duel avec l'UMP et en Rhône-Alpes dans une triangulaire avec l'UMP et le FN, et dans les deux cas, les listes socialistes ont vu au second tour le renfort des listes Front de gauche et Europe Écologie avec lesquelles elles ont fusionné pour former des listes d'union de la gauche. Tandis que René Souchon prend sa retraite du monde politique, Jean-Jack Queyranne est désigné par les militants socialistes pour mener la liste régionale du Parti socialiste, allié avec le Parti radical de gauche et d'autres formations centristes et écologistes : Front démocrate, Génération écologie et le Mouvement des progressistes, pour prendre la tête de la nouvelle région et briguer un troisième mandat. Mais le parti, malmené par ses défaites aux dernières élections pourrait se faire sortir au premier tour si la liste Europe Écologie Les Verts menée par Jean-Charles Kohlhaas, alliée avec le Parti de gauche, Ensemble !, Nouvelle Donne et la Nouvelle Gauche socialiste réussit à créer la surprise et à passer au second tour aux dépens des socialistes, à moins d'une alliance entre les deux listes. Le Parti communiste français mené par Cécile Cukierman mènera une liste autonome au premier tour, allié au Mouvement républicain et citoyen et République et socialisme. À l'extrême gauche, le parti Lutte ouvrière présente quant à lui sa propre liste, menée par Chantal Gomez.
Au centre, le MoDem s'est rallié à l'alliance LR/UDI, ce qui ne plaît pas à certains militants menaçant de mener une liste dissidente, et le Front démocrate s'est finalement rallié à la liste socialiste.
À droite, Laurent Wauquiez, investi face à Michel Barnier par les militants Les Républicains (ex-UMP) espère surfer sur l'impopularité du président de la République et les défaites du PS aux élections départementales pour s'emparer de la nouvelle région et compte sur ses alliances signées avec les centristes de l'UDI en février 2015 et du Mouvement démocrate en juillet 2015. Le Front national, emmené par Christophe Boudot, Bruno Gollnisch ayant jeté l'éponge, espère lui aussi jouer les trouble-fêtes. Debout la France présente aussi une liste, menée par Gerbert Rambaud.
Deux autres listes se revendiquant en dehors du clivage droite-gauche se présentent : celle de l'Union populaire républicaine menée par Alain Fédèle et celle regroupant principalement Nous Citoyens, le Parti libéral démocrate et le Parti fédéraliste européen menée par l'ancien centriste Éric Lafond.

## Assemblées régionales sortantes
La région Auvergne est représentée par 47 conseillers contre 156 pour la région Rhône-Alpes. La nouvelle assemblée comprendra un total de 204 conseillers.
| Département                                     | FdG PCF, PG, E!, GU et apparentés | EÉLV POC | PS PRG, MRC, DVG et apparentés | LR UDI, DVD et apparentés | FN | Non apparentés | Total |
| ----------------------------------------------- | --------------------------------- | -------- | ------------------------------ | ------------------------- | -- | -------------- | ----- |
| Département                                     |                                   |          |                                |                           |    |                |       |
| Ain                                             | -                                 | 3        | 5                              | 4                         | 1  | 1              | 14    |
| Allier                                          | 2                                 | 1        | 5                              | 3                         | -  | -              | 11    |
| Ardèche                                         | 1                                 | 2        | 4                              | 2                         | 1  | -              | 10    |
| Cantal                                          | -                                 | 1        | 2                              | 2                         | -  | -              | 5     |
| Drôme                                           | 1                                 | 3        | 5                              | 3                         | 1  | -              | 13    |
| Isère                                           | 3                                 | 7        | 11                             | 7                         | 2  | 1              | 31    |
| Loire                                           | 2                                 | 3        | 7                              | 5                         | 3  | -              | 20    |
| Haute-Loire                                     | 1                                 | 2        | 2                              | 3                         | -  | -              | 8     |
| Puy-de-Dôme                                     | 5                                 | 3        | 9                              | 6                         | -  | -              | 23    |
| Rhône (dont la métropole de Lyon créée en 2015) | 3                                 | 10       | 12                             | 11                        | 4  | -              | 40    |
| Savoie                                          | 1                                 | 3        | 3                              | 3                         | 1  | -              | 11    |
| Haute-Savoie                                    | -                                 | 5        | 5                              | 5                         | 2  | -              | 17    |
| Nombre total de conseillers                     | 19                                | 43       | 72                             | 54                        | 15 | 2              | 203   |

## Résultat de l'élection précédente

### En Auvergne
| Tête de liste Étiquette politique (partis et alliances) | Tête de liste Étiquette politique (partis et alliances)       | Premier tour | Premier tour | Second tour | Second tour | Sièges | Sièges |  |
| Tête de liste Étiquette politique (partis et alliances) | Tête de liste Étiquette politique (partis et alliances)       | Voix         | %            | Voix        | %           | Nombre | %      |  |
| ------------------------------------------------------- | ------------------------------------------------------------- | ------------ | ------------ | ----------- | ----------- | ------ | ------ |  |
|                                                         | Alain Marleix Majorité présidentielle (UMP - NC - MPF - CPNT) | 137 232      | 28,72        | 206 613     | 40,32       | 14     | 29,79  |  |
|                                                         | René Souchon sortant Parti socialiste (PRG - MRC)             | 133 925      | 28,02        | 305 828     | 59,68       | 33     | 70,21  |  |
|                                                         | André Chassaigne Front de gauche (M'PEP)                      | 68 146       | 14,26        | 305 828     | 59,68       | 33     | 70,21  |  |
|                                                         | Christian Bouchardy Europe Écologie                           | 51 106       | 10,69        | 305 828     | 59,68       | 33     | 70,21  |  |
|                                                         | Érik Faurot Front national                                    | 40 106       | 8,39         |             |             |        |        |  |
|                                                         | Michel Fanget Mouvement démocrate (AÉI)                       | 21 513       | 4,50         |             |             |        |        |  |
|                                                         | Alain Laffont Nouveau parti anticapitaliste (FASE - OC)       | 20 033       | 4,19         |             |             |        |        |  |
|                                                         | Marie Savre Lutte ouvrière                                    | 5 835        | 1,22         |             |             |        |        |  |
|                                                         |                                                               |              |              |             |             |        |        |  |
| Inscrits                                                | Inscrits                                                      | 994 160      | 100,00       | 994 100     | 100,00      |        |        |  |
| Abstentions                                             | Abstentions                                                   | 494 058      | 49,70        | 448 633     | 45,13       |        |        |  |
| Votants                                                 | Votants                                                       | 500 102      | 50,30        | 545 467     | 54,87       |        |        |  |
| Blancs et nuls                                          | Blancs et nuls                                                | 22 206       | 4,44         | 33 026      | 6,05        |        |        |  |
| Exprimés                                                | Exprimés                                                      | 477 896      | 95,56        | 512 441     | 93,95       |        |        |  |

### En Rhône-Alpes
| Tête de liste  | Tête de liste        | Liste                         | Premier tour | Premier tour | Second tour | Second tour | Sièges | Sièges |
| Tête de liste  | Tête de liste        | Liste                         | #            | %            | #           | %           | #      | %      |
| -------------- | -------------------- | ----------------------------- | ------------ | ------------ | ----------- | ----------- | ------ | ------ |
|                | Françoise Grossetête | Majorité présidentielle       | 450 914      | 26,39        | 666 526     | 34,02       | 40     | 25,48  |
|                | Jean-Jack Queyranne* | PS - PRG - MRC                | 433 964      | 25,40        | 994 381     | 50,75       | 99     | 63,69  |
|                | Philippe Meirieu     | EÉ - MRS                      | 304 541      | 17,82        | 994 381     | 50,75       | 99     | 63,69  |
|                | Élisa Martin         | FG - Alternatifs - PCOF - DVG | 107 761      | 6,31         | 994 381     | 50,75       | 99     | 63,69  |
|                | Bruno Gollnisch      | FN                            | 239 301      | 14,00        | 298 273     | 15,22       | 17     | 10,83  |
|                | Azouz Begag          | MoDem                         | 73 920       | 4,33         |             |             |        |        |
|                | Myriam Combet        | NPA                           | 41 539       | 2,43         |             |             |        |        |
|                | Michel Dulac         | Divers                        | 32 467       | 1,90         |             |             |        |        |
|                | Nathalie Arthaud     | LO                            | 24 287       | 1,42         |             |             |        |        |
|                |                      |                               |              |              |             |             |        |        |
| Inscrits       | Inscrits             | Inscrits                      | 4 094 169    | 100,00       | 4 094 267   | 100,00      |        |        |
| Abstentions    | Abstentions          | Abstentions                   | 2 328 240    | 56,87        | 2 067 180   | 50,49       |        |        |
| Votants        | Votants              | Votants                       | 1 765 929    | 43,13        | 2 027 087   | 49,51       |        |        |
| Blancs et nuls | Blancs et nuls       | Blancs et nuls                | 57 235       | 3,24         | 67 907      | 3,35        |        |        |
| Exprimés       | Exprimés             | Exprimés                      | 1 708 694    | 96,76        | 1 959 180   | 96,65       |        |        |

* liste du président sortant

## Mode de scrutin
Le mode de scrutin est fixé par le Code électoral. Les conseillers régionaux sont élus pour six ans : Les conseillers régionaux sont élus au scrutin de liste à deux tours sans adjonction ni suppression de noms et sans modification de l'ordre de présentation. Chaque liste est constituée d'autant de sections qu'il y a de départements dans la région - plus une section pour Lyon-Métropole.
Si une liste a recueilli la majorité absolue des suffrages exprimés au premier tour, le quart des sièges lui est attribué. Le reste est réparti à la proportionnelle suivant la règle de la plus forte moyenne. Une liste ayant obtenu moins de 5 % des suffrages exprimés ne peut se voir attribuer un siège. Sinon on procède à un second tour où peuvent se présenter les listes ayant obtenu 10 % des suffrages exprimés. La composition de ces listes peut être modifiée pour comprendre les candidats ayant figuré au premier tour sur d’autres listes, sous réserve que celles-ci aient obtenu au premier tour au moins 5 % des suffrages exprimés et ne se présentent pas au second tour. À l’issue du second tour, les sièges sont répartis de la même façon.
Les sièges étant attribués à chaque liste, on effectue ensuite la répartition entre les sections départementales, au prorata des voix obtenues par la liste dans chaque département.

## Candidats
Les candidatures pour le 1er tour ont été officiellement déposées au plus tard le quatrième lundi qui précède le jour du scrutin, soit le 9 novembre 2015.
Les listes sont présentées ici en suivant l'ordre officiel.

### Galerie

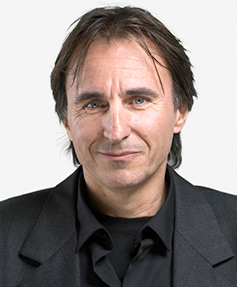
Alain Fédèle, tête de liste « L'UPR avec François Asselineau - Le parti qui monte malgré le silence des médias ».
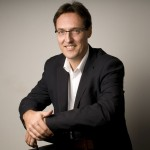
Éric Lafond, tête de liste « 100 % Citoyen ».
Christophe Boudot, tête de liste « Liste Front national présentée par Marine Le Pen ».
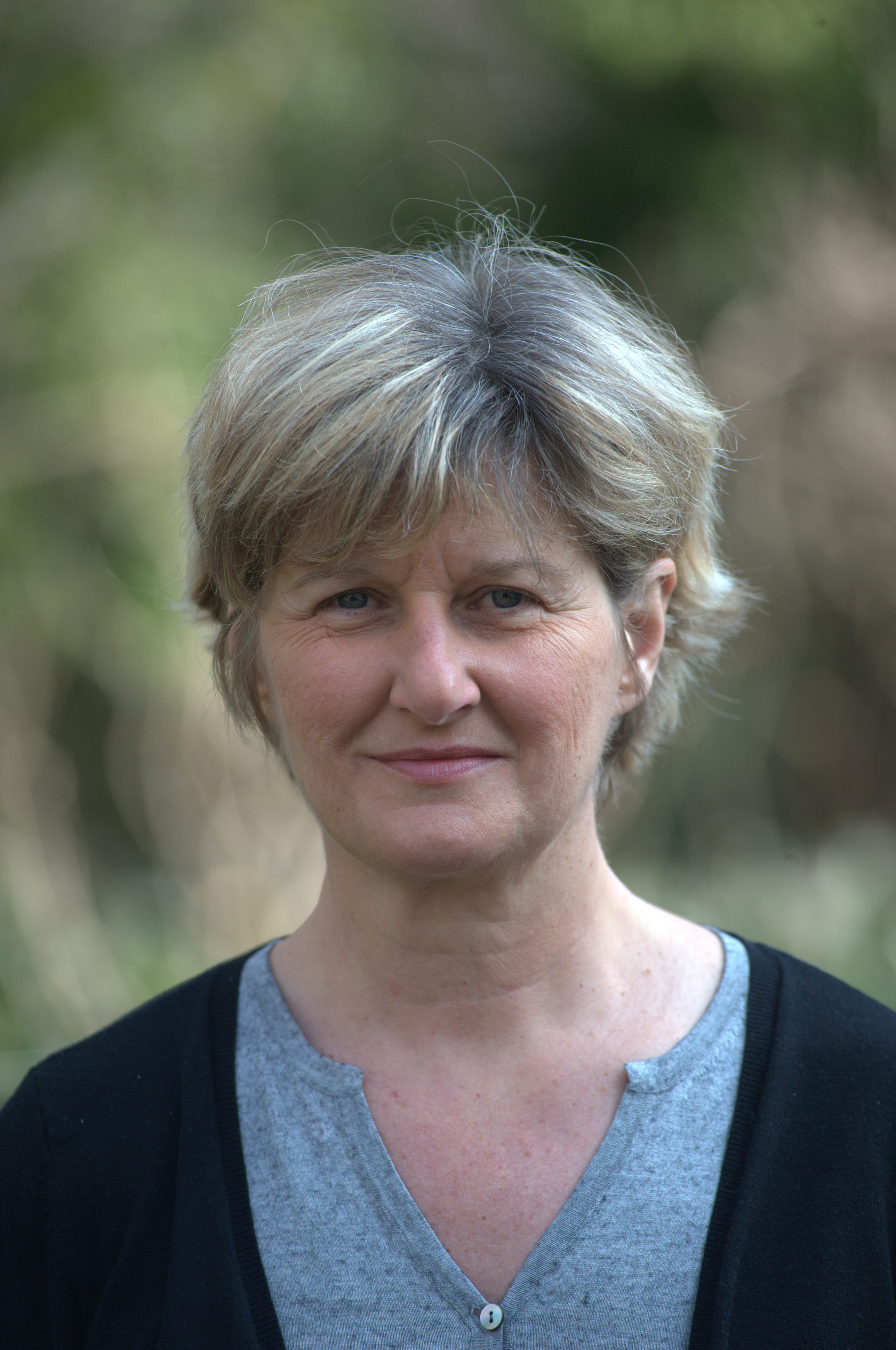
Chantal Gomez, tête de liste « Lutte ouvrière - Faire entendre le camp des travailleurs ».
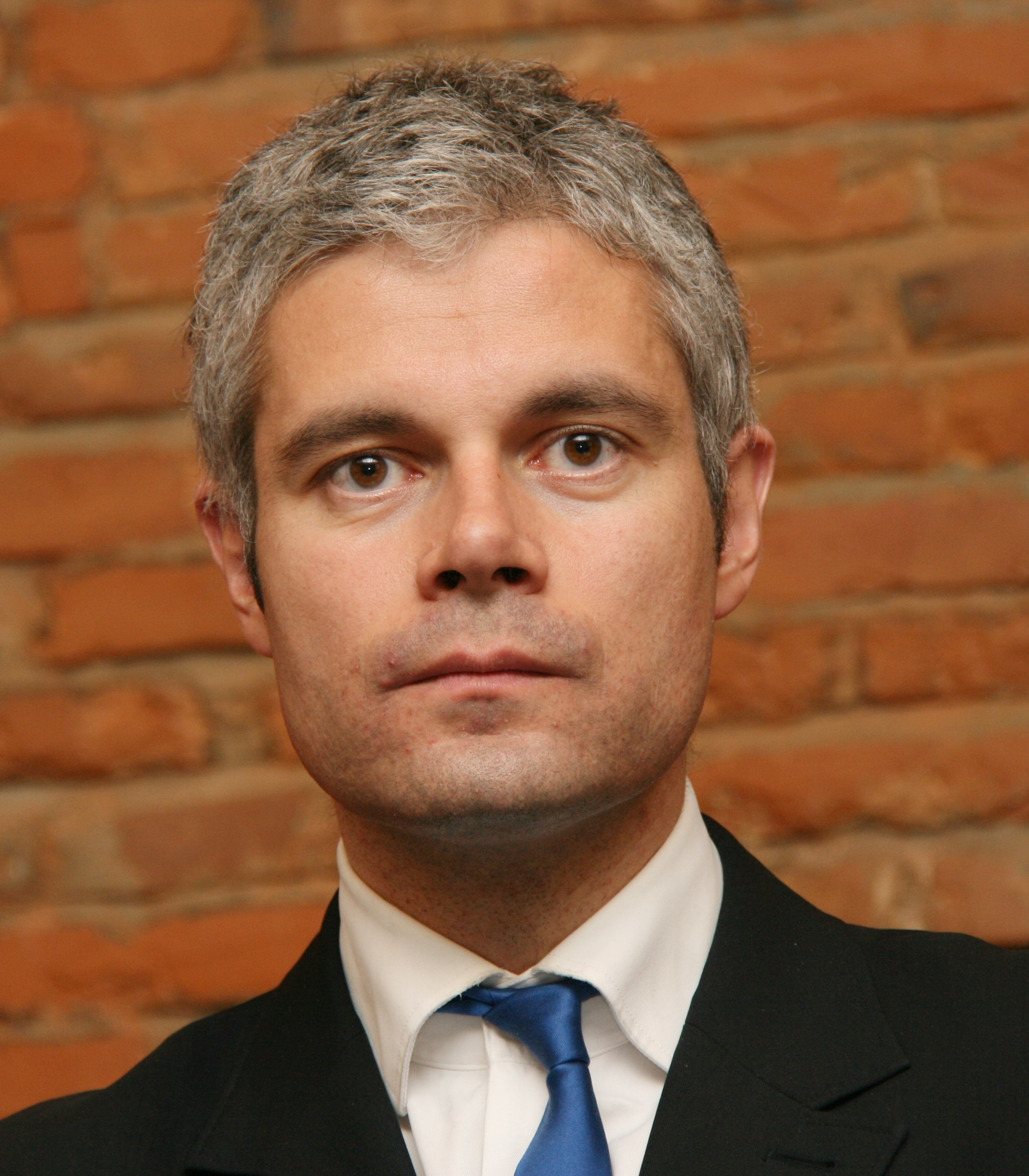
Laurent Wauquiez, tête de liste « Wauquiez 2015, un nouveau souffle pour notre région - Le grand rassemblement de la droite et du centre ».
Jean-Charles Kohlhaas, tête de liste « Le rassemblement citoyen, écologique et solidaire ».
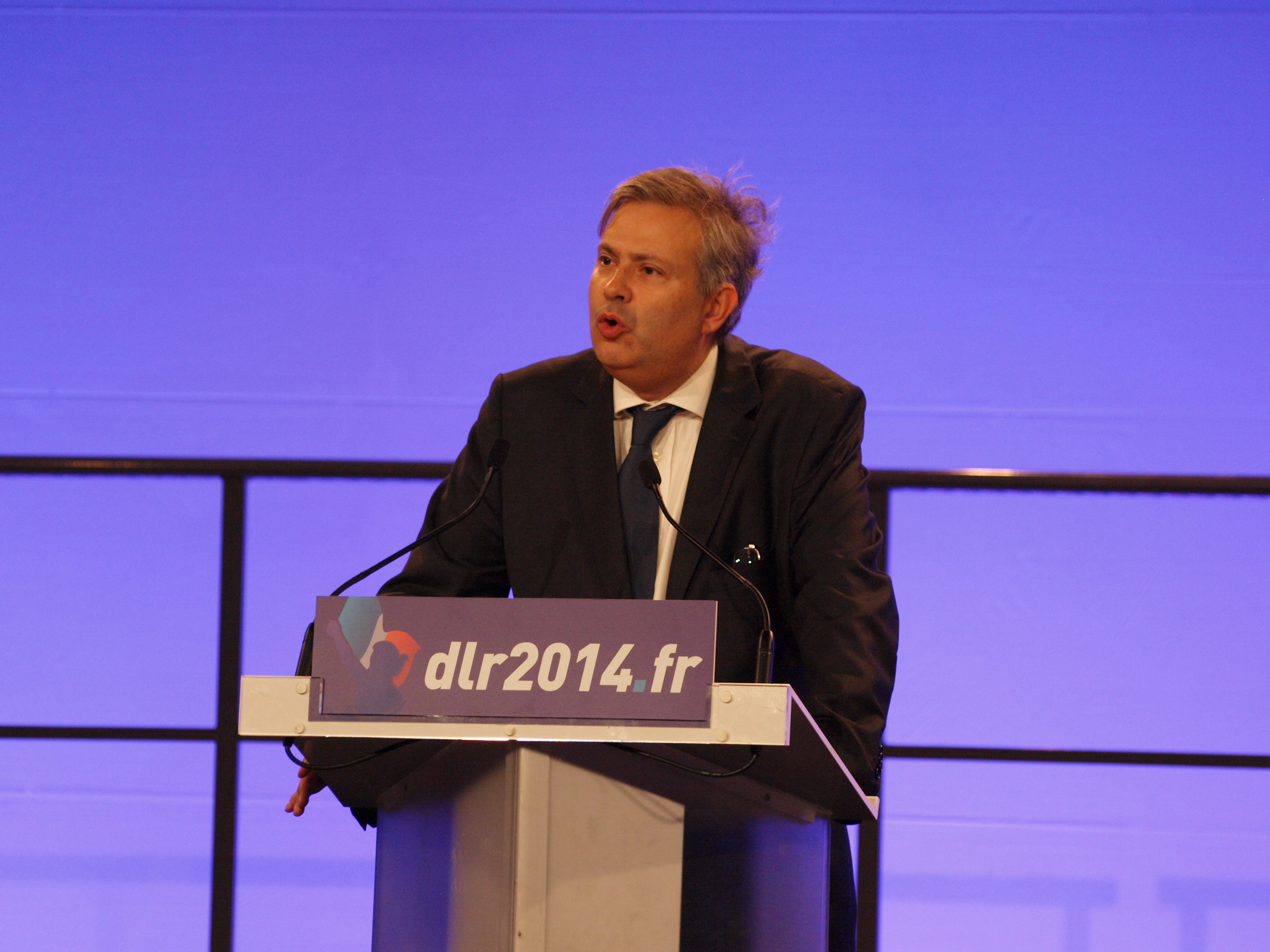
Gerbert Rambaud, tête de liste « Debout la France avec Nicolas Dupont-Aignan ».
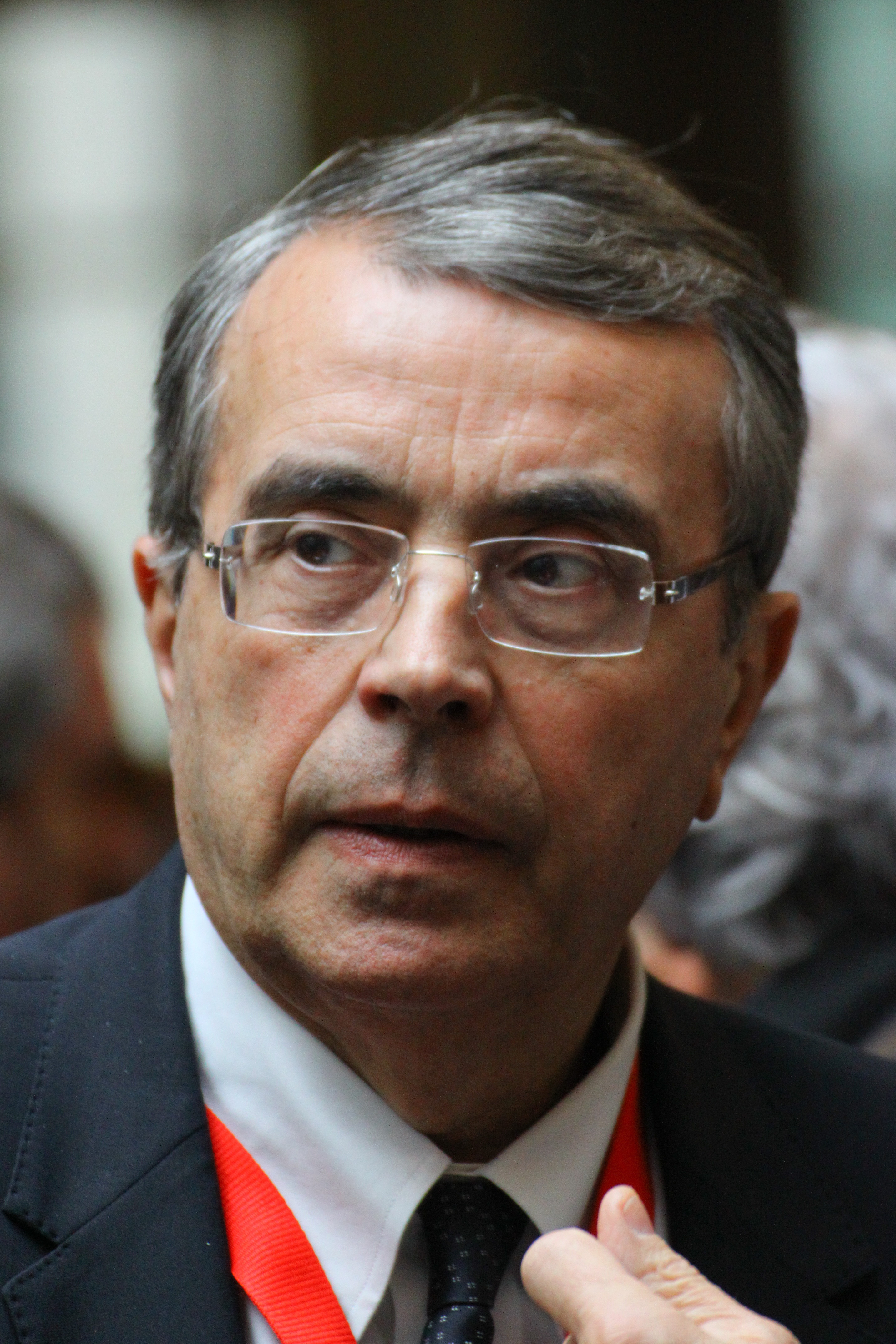
Jean-Jack Queyranne, tête de liste « Nous, c’est la région ».

### Têtes de liste départementales et métropolitaine
Les têtes de listes du second tour pour les trois listes qui y participent (Boudot, Wauquiez et Queyranne) sont identiques à celles du premier tour, y compris pour la liste Queyranne malgré la fusion avec les listes Kholhaas et Cukierman.
| Listes | Listes                                         | Ain                      | Allier                     | Ardèche                  | Cantal                   | Drôme                      | Isère                        | Loire                    | Haute-Loire              | Puy-de-Dôme            | Rhône                        | Métropole de Lyon        | Savoie                  | Haute-Savoie             |
| ------ | ---------------------------------------------- | ------------------------ | -------------------------- | ------------------------ | ------------------------ | -------------------------- | ---------------------------- | ------------------------ | ------------------------ | ---------------------- | ---------------------------- | ------------------------ | ----------------------- | ------------------------ |
|        | Liste Fédèle (UPR)                             | Jean-Philippe Archeny    | Ahmed Ghlamallah           | Adrian Grattessol        | Grégory Pautrat          | Alain Fédèle               | Raphael Budin                | Jean Pierre Delmau       | Michael Masclet          | Mathias Masclet        | Christophe Blanc             | Bruno Petitjean          | Adrien Riondet          | André Veyrat de Lachenal |
|        | Liste Lafond (Nous Citoyens - PLD - PFE)       | Jean-Marc Grosset        | Vincent Salesse            | Régis Favier             | Nicole Soulenq-Coussain  | Charles Coursac            | Sylvain Rosset               | Paul Sordet              | Clément Julliard         | Xavier Chaabane        | Marielle Desmules            | Éric Lafond              | Camille Simon-Chautemps | Cédric Borel             |
|        | Liste Boudot (FN)                              | Maxime Chaussat          | Thibaut Monnier            | Antoine Mellies          | Jean-Pierre Geoffroy     | Thierry Sénéclauze         | Bruno Desies                 | Sophie Robert            | Gilles Lacroix           | Stanislas Chavelet     | Jean-Pierre Barbier          | Christophe Boudot        | Jean-Marie Garcin       | Vincent Lecaillon        |
|        | Liste Cukierman (PCF - R&S - MRC)              | Georges Arpin (PCF)      | Yannick Monnet (PCF)       | François Jacquard (PCF)  | Jean-Paul Peuch (MRC)    | Jean-Michel Bochaton (PCF) | Jacqueline Madrennes (SE)    | Cécile Cukierman (PCF)   | Yves Prat (PG dissident) | André Chassaigne (PCF) | Danièle Lebail (PCF)         | Raphaël Debû (PCF)       | Antoine Fatiga (FG)     | Loris Fontana (PCF)      |
|        | Liste Gomez (LO)                               | Vincent Goutagny         | Michel Lachaume            | Muriel Vander Donckt     | Claude Dufour            | Adèle Kopff                | Chantal Gomez                | André Moulin             | Hervé Lapeyre            | Dominique Leclair      | Chantal Helly                | Olivier Minoux           | Catherine Brun          | Jean-Paul Macé           |
|        | Liste Wauquiez (LR - UDI - MoDem - PCD - CPNT) | Étienne Blanc (LR)       | Daniel Dugléry (LR)        | Isabelle Massebeuf (UDI) | Alain Marleix (LR)       | Nicolas Daragon (LR)       | Yannick Neuder (LR)          | Jean-Pierre Taite (LR)   | Laurent Wauquiez (LR)    | Brice Hortefeux (LR)   | Béatrice Berthoux (LR)       | Juliette Jarry (DVD)     | Patrick Mignola (MoDem) | Julie Gnuva (DVD)        |
|        | Liste Kohlhaas (EÉLV - PG - E! - ND - NGS)     | Alain Chabrolle (EÉLV)   | Anne Babian-Lhermet (EÉLV) | Olivier Keller (EÉLV)    | Jean-Louis Benavent (SE) | Corinne Morel Darleux (PG) | Myriam Laïdouni-Denis (EÉLV) | Lela Bencharif (EÉLV)    | Céline Gacon (EÉLV)      | Fatima Bezli (EÉLV)    | Jean-Charles Kohlhaas (EÉLV) | Andréa Kotarac (PG)      | Alexandra Cusey (EÉLV)  | Fabienne Grebert (ND)    |
|        | Liste Rambaud (DLF)                            | Olivier Eyraud           | Cathy Barbaut-Save         | Florence Gastal          | François Vermande        | Damien Toumi               | Nadine Nicolas               | Jacques Berlioz          | Denis Achon              | Gérard Amblard         | Gerbert Rambaud              | Maguy Girerd             | Vincent Thomazo         | Jean-Philippe Deprez     |
|        | Liste Queyranne (PS - PRG - FD - GE - MDP)     | Jean-François Debat (PS) | Jean-Michel Guerre (PS)    | Hervé Saulignac (PS)     | Dominique Bru (PS)       | Michel Grégoire (PS)       | Éliane Giraud (PS)           | Marie-Hélène Riamon (PS) | André Chapaveire (PS)    | Alain Bussière (PS)    | Bernard Chaverot (PRG)       | Jean-Jack Queyranne (PS) | Thierry Repentin (PS)   | Christian Dupessey (PS)  |

### Listes présentées et validées

#### L'UPR avec François Asselineau - Le parti qui monte malgré le silence des médias (UPR)
Alain Fédèle, chanteur et intermittent du spectacle, a été désigné tête de liste par l'Union populaire républicaine (UPR), parti fondé en 2007 et présidé par François Asselineau,.
L'UPR est un parti eurosceptique estimant qu'il faut que la France sorte de l'union européenne, de la zone euro et de l'OTAN,.

#### 100% Citoyen (Nous Citoyens / PLD / PFE)
Le parti Nous Citoyens, fondé en 2013 par Denis Payre, a désigné sa tête de liste durant la dernière semaine du mois de septembre, il s'agit de Éric Lafond, candidat aux élections municipales de 2014 à Lyon sur une liste centriste, qui conduira aux régionales une liste nommée « 100 % citoyens », considérée comme « indépendante » par ses instigateurs, rassemblant des personnes d'origines politiques diverses, dont une moitié issue de la société civile, de partis politiques comme Nous Citoyens, Parti libéral démocrate, Nouvelle Donne et le Parti fédéraliste européen. La liste accueille également des candidats centristes divers ou issus du MoDem ayant refusé l'alliance avec Laurent Wauquiez et des responsables associatifs locaux.
Selon le programme du candidat, le parti fédéraliste européen n'est pas cité comme membre de cette liste, seuls les logos de Nous Citoyens et du Parti libéral démocrate y figurent.

#### Liste Front national présentée par Marine Le Pen (FN)
Le candidat du Front national a été désigné le 4 mai 2015 par le bureau politique du FN, il s'agit de Christophe Boudot, président du groupe FN au conseil régional de Rhône-Alpes,. Bruno Gollnisch, candidat aux précédentes élections, fut aussi évoqué jusqu'à la démission de son poste de conseiller régional de Rhône-Alpes fin-janvier 2015,,,.
Dans l'Allier, la tête de liste Guillaume De Longeville (SIEL) a démissionné à la suite d'un désaccord sur un candidat imposé par les instances nationales du parti, en l'accusant d'avoir commis des dérapages racistes. Il a été remplacé par Thibaut Monnier, secrétaire départemental du FN dans le Jura et qualifié de « parachuté » par les anciens candidats, et les colistiers ont été évincés par la direction du parti.

#### L'Humain d'abord, avec la gauche républicaine et sociale (PCF / R&S / MRC)
Le PCF a désigné fin-juin la sénatrice de la Loire et conseillère régionale sortante, Cécile Cukierman, comme tête de liste. Alors que les alliés historiques du PCF (le PG et Ensemble !) travaillaient depuis plusieurs mois à l'élaboration d'une charte éthique avec EÉLV, le PCF, qui en avait été exclu jusqu'alors, a été invité à la table des négociations. Après plusieurs semaines de discussions, le PCF décide de ne pas participer au « Rassemblement » soutenu par EÉLV, le PG, Ensemble !, Nouvelle Donne et la Nouvelle Gauche socialiste en raison de désaccords concernant la signature de la charte éthique, considérant qu'il leur était imposé le choix des chefs de file. Le parti a décidé de trancher en soumettant au vote des militants trois options : Liste autonome, fusion avec la liste PS dès le 1er tour ou alliance avec le Rassemblement alors soutenu par EELV, le PG, Ensemble et Nouvelle Donne. Les résultats de ce vote interne indiquent que 91 % des militants PCF ont voté pour une liste autonome au 1er tour, et à 98 % pour être représentés par Cécile Cukierman (tête de liste) et André Chassaigne (porte-parole).
Dans la volonté affichée du PCF de créer un large rassemblement, des discussions avec le Mouvement républicain et citoyen ont été lancées, et ont été officialisées début octobre 2015,,. C'est donc autour de Cécile Cukierman que la liste « L'Humain d'Abord avec la gauche républicaine et sociale » s'est constituée. Elle est composée de deux des composantes du Front de Gauche : le Parti Communiste Français et République et socialisme, du MRC et de citoyens engagés et non encartés.
Le parti République et socialisme, appartenant tout comme le PCF au Front de Gauche, a apporté son soutien à la liste menée par Cécile Cukierman sans proposer de candidatures. Le PG conteste sa participation à cette liste dans la Haute-Loire, malgré la candidature dissidente d'un de ses membres, Yves Prat, qui est désigné tête de liste.

#### Lutte ouvrière - Faire entendre le camp des travailleurs (LO)
Chantal Gomez, ancienne conseillère municipale d'Échirolles, est tête de liste pour Lutte ouvrière.

#### Wauquiez 2015, un nouveau souffle pour notre région - Le grand rassemblement de la droite et du centre (LR / UDI / MoDem / PCD / CPNT)
Le 5 février 2015, la commission nationale d’investiture du parti Les Républicains a désigné Laurent Wauquiez, maire du Puy-en-Velay, comme candidat du parti aux élections régionales,,,. Il a été choisi à l'unanimité face à l'ancien commissaire européen Michel Barnier,, qui en avait appelé à Nicolas Sarkozy sur les terres de son concurrent, en Haute-Loire, pour trancher en sa faveur.
L'UDI a annoncé, en février 2015 par la voix de son président Jean-Christophe Lagarde, faire liste à part à la suite du choix par l'UMP de Laurent Wauquiez. Franck Reynier, le député-maire de Montélimar et vice-président du Parti radical, est désigné chef de file le 14 avril 2015, mais il n'était pas encore complètement certain que l'UDI fasse liste à part, contrairement à ce qu'annonçait Jean-Christophe Lagarde, ce qui serait alors une exception, l'UDI faisant alliance avec l'UMP dans les autres régions,. Finalement, l'UDI a trouvé un accord avec Les Républicains, nouveau nom de l'UMP, pour présenter ensemble des listes communes dans toutes les régions.
Le MoDem avait investi Patrick Mignola, maire de La Ravoire comme candidat fin-avril 2015, ce dernier ayant fustigé l'alliance de l'UDI avec Les Républicains et annoncé qu'il ferait liste à part, jugeant Laurent Wauquiez trop à droite,,,. Fin-juillet 2015, il annonce officiellement son union avec cette même alliance. Certains centristes mécontents de cette alliance menacent de mener une liste indépendante au 1er tour. L'alliance entre le MoDem et Les Républicains sera entérinée ou non vers la mi-septembre 2015, et avant cette annonce le conseiller national et élu de Sainte-Foy-lès-Lyon Cyrille Isaac-Sibille annonce qu'une liste autonome est « prête à 80 % »,.
Selon le programme du candidat, la liste compte aussi la présence du Parti chrétien-démocrate et de Chasse, pêche, nature et traditions.

#### Le rassemblement citoyen, écologique et solidaire (EÉLV / PG / Ensemble / ND / NGS)
L'idée de la création d'un large rassemblement « politique et citoyen » pour les élections régionales est évoqué le 19 avril 2015 dans une tribune de l'élu écologiste Philippe Meirieu publiée sur le site web de L'Obs appelant à une région « écologiste et solidaire » et cosignée par des personnes issues d'EÉLV et du Front de Gauche, ainsi que par des non-encartées. Chez EÉLV, cette stratégie est confirmée par vote des militants, le 25 avril 2015, avec le refus d'une alliance au premier tour avec le PS. Toute une série de rencontres entre partis et membres de la société civile se tient au printemps 2015 pour déboucher fin juin 2015 à la création d'un rassemblement[réf. nécessaire]. Au niveau des partis politiques, les membres « fondateurs » de ce rassemblement sont : 
- deux des cinq composantes du Front de gauche : le Parti de gauche et Ensemble ! ;
- Nouvelle Donne qui à la suite de plusieurs consultations de ses adhérents de la nouvelle grande région a décidé de s’engager avec le rassemblement[49] ;
- et EÉLV qui valide cette stratégie de rassemblement, le 27 juin par le vote des militants[48],[15],[50].

La liste est conduite par un binôme composé de conseillers régionaux sortant en Rhône-Alpes, avec Jean-Charles Kohlhaas de EÉLV, comme tête de liste et Corinne Morel Darleux, cofondatrice du Parti de gauche et conseillère régionale sortante Front de gauche comme porte-parole.
En septembre 2015, la Nouvelle Gauche socialiste représentée dans la région par Philippe Serre, conseiller municipal à Saint-Martin-d'Hères, rejoint à son tour le Rassemblement. Ce « Rassemblement citoyen, écologique et solidaire » se fonde selon ses instigateurs sur la conviction que « l’offre politique doit dépasser les cadres de nos partis politiques respectifs et que tout citoyen doit y trouver sa place » et laissera ainsi une place aux citoyens non-encartés tant au niveau de la construction du programme que sur les listes électorales,.

#### Debout la France avec Nicolas Dupont-Aignan (DLF)
Gerbert Rambaud, conseiller municipal de Vaugneray et tête de liste aux élections européennes de 2014 dans la circonscription Sud-Est durant lesquelles il a obtenu 3,92 % des suffrages exprimés, a été désigné tête de liste de Debout la France pour les régionales,.

#### Nous, c’est la région (PS / PRG / UDE / GE / Cap21 / MDP)
Le candidat du PS, choisi par un vote des militants le 9 avril 2015, est Jean-Jack Queyranne, le président sortant de la région Rhône-Alpes, appuyé par René Souchon, président sortant de la région Auvergne qui a annoncé son retrait de la vie politique,,. Le PS a scellé une alliance avec le PRG fin-juillet 2015 et appelle certains centristes déçus de l'alliance avec la liste menée par Laurent Wauquiez à le rejoindre,.
La campagne des socialistes est toutefois plombée par la « guerre interne » entre la fédération départementale du Rhône et Jean-Jack Queyranne, conduisant au retrait d'une vingtaine de candidats des listes dont la conseillère régionale sortante Sarah Peillon ou le maire du 9e arrondissement de Lyon Hubert Julien-Laferrière protestant contre ses méthodes et de vouloir imposer en seconde place Farida Boudaoud, pourtant exclue du parti à la suite d'une candidature dissidente aux élections municipales de 2014 et accusée d'avoir fait perdre la commune de Décines-Charpieu aux socialistes et à son maire sortant Jérôme Sturla, qui se retire lui-aussi. Ces départs ne sont pas les seuls problèmes que rencontre le candidat socialiste : Alors que l'alliance avec le Parti radical de gauche devait être scellée durant le 100e congrès du PRG du 18 au 20 septembre 2015, le parti dirigé par Jean-Michel Baylet suspend les candidatures au niveau national, en raison de désaccord entre les deux partis dans plusieurs départements de la région où le candidat socialiste chercherait à désigner lui-même les candidats, et repoussant l'entrée en campagne de plusieurs jours,. Stéphane Gemmani du parti Cap21 a annoncé en septembre 2015 qu'il serait présent sur la liste iséroise du PS, alors qu'il était initialement chef de file sur la liste départementale du Front démocrate.
L'imbroglio de la liste de la métropole de Lyon trouve son dénouement début-octobre avec l'annonce de la liste dans ce territoire sans aucun socialiste lyonnais, et du ralliement du Front démocrate, qui avait initialement annoncé une liste autonome et dont sa co-chef de file Anne-Sophie Condemine, initialement en binôme avec David Vachez sera finalement sur la liste métropolitaine des socialistes de génération écologie, deux composantes de l'union des démocrates et des écologistes qui sera lancé le 17 octobre 2015, et du mouvement des progressistes. L'alliance avec le PRG, gelée fin septembre, est entérinée à son tour la semaine suivante. Durant la présentation de l'ensemble des colistiers fin-octobre 2015, l'alliance avec le Front démocrate, Génération écologie et le Mouvement des progressistes est officialisée. Fin octobre, c'est au tour de la liste du « Nouveau Rhône » de faire parler d'elle, avec le départ d'une dizaine de colistiers dont Jules Joassard, désigné par les militants pour être la tête de liste mais qui avait été écarté de cette position par Queyranne au profit de Bernard Chaverot (PRG) en faisant fi du vote des militants, ce qui n'a pas été apprécié par les partants.
Selon le programme du candidat, la liste compte aussi la présence de l'Union des démocrates et des écologistes et ses deux composantes (Front démocrate et Écologistes !), et Cap21.
| Candidats | Candidats           | Résultats | Résultats |
| Candidats | Candidats           | #         | %         |
| --------- | ------------------- | --------- | --------- |
|           | Jean-Jack Queyranne | 3374      | 97 %      |
|           | Pascal Kalayci      | 62        | 1,8 %     |
|           | Emmanuel Decoret    | 42        | 1,2 %     |

### Listes présentées et invalidées
Une liste indépendantiste savoyarde nommée « Les voix de Savoie » et menée par Roger Sibuet avait été déposée une demi-heure avant la date limite de dépôt, elle a été finalement rejetée par le préfet. Un recours a été déposé devant le tribunal administratif de Lyon, qui a jugé l'affaire le vendredi suivant la date limite de dépôt, soit le 13 novembre 2015, et a débouté à son tour les candidats,. Les raisons du refus concernent des erreurs dans les noms de famille et les dates de naissance de certains colistiers.

## Sondages
Avertissement : Les résultats des intentions de vote ne sont que la mesure actuelle des rapports de forces politiques. Ils ne sont en aucun cas prédictifs du résultat des prochaines élections.
La marge d'erreur de ces sondages est de 4,5 % pour 500 personnes interrogées, 3,2 % pour 1 000, 2,2 % pour 2 000 et 1,6 % pour 4 000.

### Premier tour
| Institut   | Date                          | Échantillon | Chantal Gomez (LO) | Cécile Cukierman (PCF - R&S - MRC) | Jean-Charles Kohlhaas (EÉLV - PG - E! - ND - NGS) | Jean-Jack Queyranne (PS - PRG - UDE - GE - Cap21 - MDP) | (MoDem seul) | Laurent Wauquiez (LR - UDI - MoDem - PCD - CPNT) | Éric Lafond (NC - PLD - PFE) | Gerbert Rambaud (DLF) | Christophe Boudot (FN) | Alain Fédèle (UPR) | Autres |
| ---------- | ----------------------------- | ----------- | ------------------ | ---------------------------------- | ------------------------------------------------- | ------------------------------------------------------- | ------------ | ------------------------------------------------ | ---------------------------- | --------------------- | ---------------------- | ------------------ | ------ |
| Institut   | Date                          | Échantillon |                    |                                    |                                                   |                                                         |              |                                                  |                              |                       |                        |                    |        |
| Ifop       | 23 au 27 janvier 2015         | 1 008       | 2 % (EXG)          | 2 %                                | 17 %                                              | 17 %                                                    | 7 %          | 30 %                                             | –                            | –                     | 23 %                   | –                  | 2 %    |
| BVA        | 28 août au 1er septembre 2015 | 891         | 0,5 %              | 3 %                                | 15 %                                              | 23 %                                                    | 7 %          | 30 %                                             | –                            | 2,5 %                 | 19 %                   | –                  | –      |
| BVA        | 28 août au 1er septembre 2015 | 891         | 0,5 %              | 17 % (Kohlhaas)                    | 17 % (Kohlhaas)                                   | 25,5 %                                                  | 34,5 %       | 34,5 %                                           | –                            | 3 %                   | 19 %                   | –                  | –      |
| Ifop       | 10 au 15 septembre 2015       | 903         | 1 %                | 4 %                                | 10 %                                              | 26 %                                                    | 35 %         | 35 %                                             | –                            | 1,5 %                 | 22 %                   | 0,5 %              | –      |
| BVA        | 6 au 15 octobre 2015          | 900         | 2 %                | 7 %                                | 8,5 %                                             | 24 %                                                    | 35 %         | 35 %                                             | –                            | 2 %                   | 21,5 %                 | –                  | –      |
| Ifop       | 27 au 30 octobre 2015         | 908         | 1 %                | 4 %                                | 10 %                                              | 26 %                                                    | 32 %         | 32 %                                             | –                            | 2,5 %                 | 24 %                   | 0,5 %              | –      |
| OpinionWay | 17 au 19 novembre 2015        | 805         | 1 %                | 6 %                                | 6 %                                               | 25 %                                                    | 30 %         | 30 %                                             | 1 %                          | 2 %                   | 28 %                   | 1 %                | –      |
| Elabe      | 18 au 21 novembre 2015        | 904         | 1,5 %              | 3 %                                | 7,5 %                                             | 27 %                                                    | 30 %         | 30 %                                             | 1 %                          | 2,5 %                 | 26 %                   | 1,5 %              | –      |
| BVA        | 17 au 23 novembre 2015        | 931         | 1 %                | 6 %                                | 7 %                                               | 21 %                                                    | 32 %         | 32 %                                             | 2,5 %                        | 3 %                   | 27 %                   | 0,5 %              | –      |
| Ifop       | 19 au 23 novembre 2015        | 822         | 1 %                | 4 %                                | 9 %                                               | 25 %                                                    | 32 %         | 32 %                                             | 1 %                          | 2 %                   | 25 %                   | 1 %                | –      |
| Ipsos      | 20 au 29 novembre 2015        | 2977        | 1,5 %              | 4,5 %                              | 6 %                                               | 23 %                                                    | 32 %         | 32 %                                             | 1 %                          | 2,5 %                 | 29 %                   | 0,5 %              | –      |
| Ifop       | 2 au 4 décembre 2015          | 900         | 1 %                | 5 %                                | 7,5 %                                             | 24 %                                                    | 31 %         | 31 %                                             | 1,5 %                        | 2,5 %                 | 27 %                   | 0,5 %              |        |

### Second tour

#### Hypothèse triangulaire
| Institut   | Date                          | Échantillon | Jean-Jack Queyranne (PS - PRG - UDE - GE - Cap21 - MDP) | Laurent Wauquiez (LR - UDI - MoDem - PCD - CPNT) | Christophe Boudot (FN) |
| ---------- | ----------------------------- | ----------- | ------------------------------------------------------- | ------------------------------------------------ | ---------------------- |
| Institut   | Date                          | Échantillon |                                                         |                                                  |                        |
| BVA        | 28 août au 1er septembre 2015 | 891         | 38 %                                                    | 40 %                                             | 22 %                   |
| Ifop       | 10 au 15 septembre 2015       | 903         | 37 %                                                    | 39 %                                             | 24 %                   |
| BVA        | 6 au 15 octobre 2015          | 900         | 37 %                                                    | 40 %                                             | 23 %                   |
| Ifop       | 27 au 30 octobre 2015         | 908         | 37 %                                                    | 37 %                                             | 26 %                   |
| OpinionWay | 17 au 19 novembre 2015        | 805         | 36 %                                                    | 37 %                                             | 27 %                   |
| Elabe      | 18 au 21 novembre 2015        | 904         | 37 %                                                    | 37 %                                             | 26 %                   |
| BVA        | 17 au 23 novembre 2015        | 931         | 36 %                                                    | 36 %                                             | 28 %                   |
| Ifop       | 19 au 23 novembre 2015        | 822         | 37 %                                                    | 37 %                                             | 26 %                   |
| Ipsos      | 20 au 29 novembre 2015        | 2977        | 36 %                                                    | 37 %                                             | 27 %                   |
| Ifop       | 2 au 4 décembre 2015          | 900         | 35 %                                                    | 36 %                                             | 29 %                   |
| Ifop       | 8 au 10 décembre 2015         | 1088        | 37 % (fusion avec les listes Cukierman et Kohlhaas)     | 38 %                                             | 25 %                   |

#### Hypothèse quadrangulaire
| Institut | Date                          | Échantillon | Jean-Charles Kohlhaas (EÉLV - PG - E! - ND - NGS) | Jean-Jack Queyranne (PS - PRG - UDE - GE - Cap21 - MDP) | Laurent Wauquiez (LR - UDI - MoDem - PCD - CPNT) | Christophe Boudot (FN) |
| -------- | ----------------------------- | ----------- | ------------------------------------------------- | ------------------------------------------------------- | ------------------------------------------------ | ---------------------- |
| Institut | Date                          | Échantillon |                                                   |                                                         |                                                  |                        |
| BVA      | 28 août au 1er septembre 2015 | 891         | 18 %                                              | 25 %                                                    | 36 %                                             | 21 %                   |

### Thèmes prioritaires
Le sondage Ifop d'octobre 2015 classe ainsi, en fonction du choix des personnes interrogées, les thèmes de campagne privilégiés par ces derniers :
- la sauvegarde et le développement de l'emploi : 57 % ;
- la lutte contre l'insécurité : 33 % ;
- la santé : 20 % ;
- la protection de l'environnement : 18 % ;
- l'éducation : 18 % ;
- le soutien à la ruralité : 16 % ;
- l'amélioration et le développement des transports en commun : 15 % ;
- la rénovation et la réhabilitation des quartiers difficiles : 7 % ;
- la construction de logements : 6 %.

## Résultats
Au premier tour, la liste d'union de la droite et du centre (LR allié aux centristes de l'UDI et du MoDem), emmenée par le maire du Puy-en-Velay Laurent Wauquiez, arrive en tête avec 31,73 % des voix, soit respectivement environ cinq et trois points de plus qu'en Rhône-Alpes et Auvergne aux précédentes élections de 2010. La liste Front national de Christophe Boudot arrive en deuxième position avec 25,25 % des voix, soit plus de 10 points de plus qu'en 2010 en Rhône-Alpes et même plus de 17 points de différence en Auvergne. La liste du Parti socialiste, menée par le président sortant de la région Rhône-Alpes Jean-Jack Queyranne et allié avec le PRG et des petites formations écologistes, n'arrive qu'en troisième position avec 23,93 % des voix, soit respectivement deux et cinq points de moins qu'en Auvergne et Rhône-Alpes en 2010, où le PS était deuxième à l'issue du premier tour dans les deux régions. EÉLV emmenée par Jean-Charles Kholhaas, allié avec le parti de gauche et d'autres formations de la gauche antilibérale ne réalise qu'un score de 6,90 %, soit presque respectivement 10 et 4 points de moins qu'en Rhône-Alpes et Auvergne en 2010. Pour le PCF allié au MRC emmené par la sénatrice Cécile Cukierman, qui ne pouvait compter sur l'unité au Front de gauche, il réalise un score de 5,39 %, soit un point de moins qu'en Rhône-Alpes mais près de neuf points de moins qu'en Auvergne où le parti dispose d'un électorat important.
Ce résultat a poussé Jean-Jack Queyranne à s'allier avec Jean-Charles Kholhaas et Cécile Cukierman pour former une liste d'union de la gauche au second tour, et a lancé un appel aux centristes à se rallier à lui pour arriver en tête au soir du second tour.
Au second tour la liste LR-UDI-MoDem de Laurent Wauquiez progresse de près de 400 000 voix par rapport au premier tour, tandis que la liste d'union de la gauche menée par Jean-Jack Queyranne et issue de la fusion des listes PS-PRG, EÉLV-PG et PCF-MRC progresse de presque 500 000 voix, et la liste FN de Christophe Boudot ne progresse que de 20 000 voix.

### Résultats régionaux
|                          |                          |                                   |              |              |             |               |        |               |  |  |  |  |  |  |
| Tête de liste            | Tête de liste            | Liste                             | Premier tour | Premier tour | Second tour | Second tour   | Sièges | +/-           |  |  |  |  |  |  |
| Tête de liste            | Tête de liste            | Liste                             | Voix         | %            | Voix        | %             | Sièges | +/-           |  |  |  |  |  |  |
|                          | Laurent Wauquiez,        | LR - UDI - MoDem - PCD - CPNT     | 795 661      | 31,73        | 1 201 528   | 40,61         | 113    | 59            |  |  |  |  |  |  |
|                          | Christophe Boudot,       | FN                                | 639 923      | 25,52        | 667 084     | 22,55         | 34     | 17            |  |  |  |  |  |  |
|                          | Jean-Jack Queyranne,     | PS - PRG - UDE - GE - Cap21 - MDP | 600 112      | 23,93        | 1 089 791   | 36,84         | 57     | 76            |  |  |  |  |  |  |
|                          | Jean-Charles Kohlhaas,   | EELV - PG - E! - ND - NGS,        | 173 038      | 6,90         | 1 089 791   | 36,84         | 57     | 76            |  |  |  |  |  |  |
|                          | Cécile Cukierman,        | PCF - R&S - MRC,                  | 135 274      | 5,39         | 1 089 791   | 36,84         | 57     | 76            |  |  |  |  |  |  |
|                          | Gerbert Rambaud          | DLF                               | 71 538       | 2,85         |             |               | 0      | en stagnation |  |  |  |  |  |  |
|                          | Éric Lafond              | NC - PLD - PFE                    | 39 187       | 1,56         | 0           | en stagnation |        |               |  |  |  |  |  |  |
|                          | Chantal Gomez,           | LO                                | 31 359       | 1,25         | 0           | en stagnation |        |               |  |  |  |  |  |  |
|                          | Alain Fédèle             | UPR                               | 21 723       | 0,87         | 0           | en stagnation |        |               |  |  |  |  |  |  |
|                          |                          |                                   |              |              |             |               |        |               |  |  |  |  |  |  |
| Suffrages exprimés       | Suffrages exprimés       | Suffrages exprimés                | 2 507 815    | 96,55        | 2 958 403   | 96,58         |        |               |  |  |  |  |  |  |
| Votes blancs             | Votes blancs             | Votes blancs                      | 59 333       | 2,28         | 58 679      | 1,93          |        |               |  |  |  |  |  |  |
| Votes nuls               | Votes nuls               | Votes nuls                        | 30 175       | 1,16         | 46 189      | 1,49          |        |               |  |  |  |  |  |  |
| Total                    | Total                    | Total                             | 2 597 323    | 100          | 3 063 271   | 100           | 204    | 1             |  |  |  |  |  |  |
| Abstentions              | Abstentions              | Abstentions                       | 2 713 447    | 51,09        | 2 247 219   | 42,32         |        |               |  |  |  |  |  |  |
| Inscrits / Participation | Inscrits / Participation | Inscrits / Participation          | 5 310 770    | 48,91        | 5 310 490   | 57,68         |        |               |  |  |  |  |  |  |

### Résultats par département et métropole à statut de collectivité territoriale

#### Ain
| Tête de liste | Tête de liste         | Liste                             | Premier tour | Premier tour | Second tour | Second tour | Sièges | Sièges |
| Tête de liste | Tête de liste         | Liste                             | #            | %            | #           | %           | #      | %      |
| ------------- | --------------------- | --------------------------------- | ------------ | ------------ | ----------- | ----------- | ------ | ------ |
|               | Maxime Chaussat       | FN                                | 59 134       | 31,13        | 63 109      | 28,09       | 3      | 20,00  |
|               | Étienne Blanc         | LR - UDI - MoDem - PCD - CPNT     | 57 473       | 30,26        | 89 439      | 39,81       | 8      | 53,33  |
|               | Jean-François Debat   | PS - PRG - UDE - GE - Cap21 - MDP | 43 631       | 22,97        | 72 105      | 32,10       | 4      | 26,66  |
|               | Alain Chabrolle       | EÉLV - PG - E! - ND - NGS         | 10 205       | 5,37         | 72 105      | 32,10       | 4      | 26,66  |
|               | Georges Arpin         | PCF - R&S - MRC                   | 6 383        | 3,36         | 72 105      | 32,10       | 4      | 26,66  |
|               | Olivier Eyraud        | DLF                               | 6 260        | 3,30         |             |             |        |        |
|               | Jean-Marc Grosset     | NC - PLD - PFE                    | 2 649        | 1,39         |             |             |        |        |
|               | Vincent Goutagny      | LO                                | 2 274        | 1,20         |             |             |        |        |
|               | Jean-Philippe Archeny | UPR                               | 1 924        | 1,01         |             |             |        |        |
|               |                       |                                   |              |              |             |             |        |        |
| Inscrits      | Inscrits              | Inscrits                          | 406 874      | 100,00       | 406 710     | 100,00      |        |        |
| Abstentions   | Abstentions           | Abstentions                       | 210 543      | 51,75        | 174 522     | 42,91       |        |        |
| Votants       | Votants               | Votants                           | 196 331      | 48,25        | 232 188     | 57,09       |        |        |
| Blancs        | Blancs                | Blancs                            | 4 149        | 1,08         | 4 070       | 1,02        |        |        |
| Nuls          | Nuls                  | Nuls                              | 2 023        | 0,50         | 3 386       | 0,83        |        |        |
| Exprimés      | Exprimés              | Exprimés                          | 189 933      | 46,68        | 224 653     | 55,24       |        |        |

#### Allier
| Tête de liste | Tête de liste       | Liste                             | Premier tour | Premier tour | Second tour | Second tour | Sièges | Sièges |
| Tête de liste | Tête de liste       | Liste                             | #            | %            | #           | %           | #      | %      |
| ------------- | ------------------- | --------------------------------- | ------------ | ------------ | ----------- | ----------- | ------ | ------ |
|               | Daniel Dugléry      | LR - UDI - MoDem - PCD - CPNT     | 39 643       | 33,07        | 57 439      | 40,88       | 5      | 62,50  |
|               | Thibaut Monnier     | FN                                | 29 543       | 24,65        | 31 902      | 22,70       | 1      | 12,50  |
|               | Jean-Michel Guerre  | PS - PRG - UDE - GE - Cap21 - MDP | 26 268       | 21,91        | 51 171      | 36,42       | 2      | 25,00  |
|               | Yannick Monnet      | PCF - R&S - MRC                   | 11 877       | 9,91         | 51 171      | 36,42       | 2      | 25,00  |
|               | Anne Babian-Lhermet | EÉLV - PG - E! - ND - NGS         | 5 179        | 4,32         | 51 171      | 36,42       | 2      | 25,00  |
|               | Cathy Barbaut-Save  | DLF                               | 3 144        | 2,62         |             |             |        |        |
|               | Michel Lachaume     | LO                                | 2 161        | 1,80         |             |             |        |        |
|               | Vincent Salesse     | NC - PLD - PFE                    | 1 123        | 0,94         |             |             |        |        |
|               | Ahmed Ghlamallah    | UPR                               | 934          | 0,78         |             |             |        |        |
|               |                     |                                   |              |              |             |             |        |        |
| Inscrits      | Inscrits            | Inscrits                          | 253 703      | 100,00       | 253 705     | 100,00      |        |        |
| Abstentions   | Abstentions         | Abstentions                       | 126 759      | 49,96        | 106 102     | 41,82       |        |        |
| Votants       | Votants             | Votants                           | 126 944      | 50,04        | 147 603     | 58,18       |        |        |
| Blancs        | Blancs              | Blancs                            | 4 056        | 1,60         | 3 320       | 1,31        |        |        |
| Nuls          | Nuls                | Nuls                              | 3 016        | 1,19         | 3 771       | 1,49        |        |        |
| Exprimés      | Exprimés            | Exprimés                          | 119 872      | 47,25        | 140 512     | 55,38       |        |        |

#### Ardèche
| Tête de liste | Tête de liste        | Liste                             | Premier tour | Premier tour | Second tour | Second tour | Sièges | Sièges |
| Tête de liste | Tête de liste        | Liste                             | #            | %            | #           | %           | #      | %      |
| ------------- | -------------------- | --------------------------------- | ------------ | ------------ | ----------- | ----------- | ------ | ------ |
|               | Isabelle Massebeuf   | LR - UDI - MoDem - PCD - CPNT     | 37 159       | 29,60        | 53 626      | 36,85       | 5      | 50,00  |
|               | Hervé Saulignac      | PS - PRG - UDE - GE - Cap21 - MDP | 32 900       | 26,20        | 57 443      | 39,48       | 3      | 30,00  |
|               | Olivier Keller       | EÉLV - PG - E! - ND - NGS         | 8 775        | 6,99         | 57 443      | 39,48       | 3      | 30,00  |
|               | François Jacquard    | PCF - R&S - MRC                   | 7 368        | 5,87         | 57 443      | 39,48       | 3      | 30,00  |
|               | Antoine Mellies      | FN                                | 32 348       | 25,76        | 34 444      | 23,67       | 2      | 20,00  |
|               | Florence Gastal      | DLF                               | 3 046        | 2,43         |             |             |        |        |
|               | Muriel Vander Donckt | LO                                | 1 697        | 1,35         |             |             |        |        |
|               | Régis Favier         | NC - PLD - PFE                    | 1 239        | 0,99         |             |             |        |        |
|               | Adrian Grattessol    | UPR                               | 1 024        | 0,82         |             |             |        |        |
|               |                      |                                   |              |              |             |             |        |        |
| Inscrits      | Inscrits             | Inscrits                          | 247 803      | 100,00       | 247 792     | 100,00      |        |        |
| Abstentions   | Abstentions          | Abstentions                       | 117 171      | 47,28        | 96 313      | 38,87       |        |        |
| Votants       | Votants              | Votants                           | 130 632      | 52,72        | 151 479     | 61,13       |        |        |
| Blancs        | Blancs               | Blancs                            | 3 325        | 1,34         | 3 190       | 1,29        |        |        |
| Nuls          | Nuls                 | Nuls                              | 1 751        | 0,71         | 2 776       | 1,12        |        |        |
| Exprimés      | Exprimés             | Exprimés                          | 125 556      | 50,67        | 145 513     | 58,72       |        |        |

#### Cantal
| Tête de liste | Tête de liste           | Liste                             | Premier tour | Premier tour | Second tour | Second tour | Sièges | Sièges |
| Tête de liste | Tête de liste           | Liste                             | #            | %            | #           | %           | #      | %      |
| ------------- | ----------------------- | --------------------------------- | ------------ | ------------ | ----------- | ----------- | ------ | ------ |
|               | Alain Marleix           | LR - UDI - MoDem - PCD - CPNT     | 24 811       | 44,34        | 34 769      | 52,44       | 3      | 75,00  |
|               | Dominique Bru           | PS - PRG - UDE - GE - Cap21 - MDP | 12 554       | 22,44        | 21 274      | 32,09       | 1      | 25,00  |
|               | Jean-Paul Peuch         | PCF - R&S - MRC                   | 3 095        | 5,53         | 21 274      | 32,09       | 1      | 25,00  |
|               | Jean-Louis Benavent     | EÉLV - PG - E! - ND - NGS         | 2 170        | 3,88         | 21 274      | 32,09       | 1      | 25,00  |
|               | Jean-Pierre Geoffroy    | FN                                | 9 723        | 17,38        | 10 257      | 15,47       | 0      | 0,00   |
|               | François Vermande       | DLF                               | 1 653        | 2,95         |             |             |        |        |
|               | Nicole Soulenq-Coussain | NC - PLD - PFE                    | 804          | 1,44         |             |             |        |        |
|               | Claude Dufour           | LO                                | 788          | 1,41         |             |             |        |        |
|               | Grégory Pautrat         | UPR                               | 357          | 0,64         |             |             |        |        |
|               |                         |                                   |              |              |             |             |        |        |
| Inscrits      | Inscrits                | Inscrits                          | 118 078      | 100,00       | 118 053     | 100,00      |        |        |
| Abstentions   | Abstentions             | Abstentions                       | 58 496       | 49,54        | 48 384      | 40,98       |        |        |
| Votants       | Votants                 | Votants                           | 59 582       | 50,46        | 69 669      | 59,02       |        |        |
| Blancs        | Blancs                  | Blancs                            | 1 968        | 1,67         | 1 537       | 1,30        |        |        |
| Nuls          | Nuls                    | Nuls                              | 1 659        | 1,41         | 1 832       | 1,55        |        |        |
| Exprimés      | Exprimés                | Exprimés                          | 55 955       | 47,39        | 66 300      | 56,16       |        |        |

#### Drôme
| Tête de liste | Tête de liste         | Liste                             | Premier tour | Premier tour | Second tour | Second tour | Sièges | Sièges |
| Tête de liste | Tête de liste         | Liste                             | #            | %            | #           | %           | #      | %      |
| ------------- | --------------------- | --------------------------------- | ------------ | ------------ | ----------- | ----------- | ------ | ------ |
|               | Thierry Sénéclauze    | FN                                | 52 079       | 29,19        | 56 940      | 27,01       | 3      | 21,43  |
|               | Nicolas Daragon       | LR - UDI - MoDem - PCD - CPNT     | 49 284       | 27,62        | 75 675      | 35,89       | 7      | 50,00  |
|               | Michel Grégoire       | PS - PRG - UDE - GE - Cap21 - MDP | 42 607       | 23,88        | 78 221      | 37,10       | 4      | 28,57  |
|               | Corinne Morel Darleux | EÉLV - PG - E! - ND - NGS         | 14 446       | 8,10         | 78 221      | 37,10       | 4      | 28,57  |
|               | Jean-Michel Bochaton  | PCF - R&S - MRC                   | 8 676        | 4,86         | 78 221      | 37,10       | 4      | 28,57  |
|               | Damien Toumi          | DLF                               | 5 405        | 3,03         |             |             |        |        |
|               | Adèle Kopff           | LO                                | 2 345        | 1,31         |             |             |        |        |
|               | Charles Coursac       | NC - PLD - PFE                    | 1 888        | 1,06         |             |             |        |        |
|               | Alain Fédèle          | UPR                               | 1 692        | 0,95         |             |             |        |        |
|               |                       |                                   |              |              |             |             |        |        |
| Inscrits      | Inscrits              | Inscrits                          | 363 289      | 100,00       | 363 250     | 100,00      |        |        |
| Abstentions   | Abstentions           | Abstentions                       | 177 950      | 48,98        | 144 302     | 39,73       |        |        |
| Votants       | Votants               | Votants                           | 185 339      | 51,02        | 218 948     | 60,27       |        |        |
| Blancs        | Blancs                | Blancs                            | 4 602        | 1,27         | 4 364       | 1,20        |        |        |
| Nuls          | Nuls                  | Nuls                              | 2 315        | 0,64         | 3 748       | 1,03        |        |        |
| Exprimés      | Exprimés              | Exprimés                          | 178 422      | 49,11        | 210 836     | 58,04       |        |        |

#### Isère
| Tête de liste | Tête de liste         | Liste                             | Premier tour | Premier tour | Second tour | Second tour | Sièges | Sièges |
| Tête de liste | Tête de liste         | Liste                             | #            | %            | #           | %           | #      | %      |
| ------------- | --------------------- | --------------------------------- | ------------ | ------------ | ----------- | ----------- | ------ | ------ |
|               | Bruno Desies          | FN                                | 108 884      | 27,67        | 117 018     | 25,01       | 7      | 20,59  |
|               | Yannick Neuder        | LR - UDI - MoDem - PCD - CPNT     | 103 160      | 26,21        | 162 985     | 34,84       | 16     | 47,06  |
|               | Éliane Giraud         | PS - PRG - UDE - GE - Cap21 - MDP | 99 932       | 25,39        | 187 803     | 40,15       | 11     | 32,35  |
|               | Myriam Laïdouni-Denis | EÉLV - PG - E! - ND - NGS         | 35 040       | 8,90         | 187 803     | 40,15       | 11     | 32,35  |
|               | Jacqueline Madrennes  | PCF - R&S - MRC                   | 19 026       | 4,83         | 187 803     | 40,15       | 11     | 32,35  |
|               | Nadine Nicolas        | DLF                               | 11 798       | 3,00         |             |             |        |        |
|               | Sylvain Rosset        | NC - PLD - PFE                    | 6 878        | 1,75         |             |             |        |        |
|               | Chantal Gomez         | LO                                | 5 234        | 1,33         |             |             |        |        |
|               | Raphaël Budin         | UPR                               | 3 602        | 0,92         |             |             |        |        |
|               |                       |                                   |              |              |             |             |        |        |
| Inscrits      | Inscrits              | Inscrits                          | 840 777      | 100,00       | 840 801     | 100,00      |        |        |
| Abstentions   | Abstentions           | Abstentions                       | 434 567      | 51,69        | 357 684     | 42,54       |        |        |
| Votants       | Votants               | Votants                           | 406 210      | 48,31        | 483 117     | 57,46       |        |        |
| Blancs        | Blancs                | Blancs                            | 9 062        | 1,08         | 9 628       | 1,15        |        |        |
| Nuls          | Nuls                  | Nuls                              | 3 594        | 0,43         | 5 683       | 0,68        |        |        |
| Exprimés      | Exprimés              | Exprimés                          | 393 554      | 46,81        | 467 806     | 55,64       |        |        |

#### Loire
| Tête de liste | Tête de liste       | Liste                             | Premier tour | Premier tour | Second tour | Second tour | Sièges | Sièges |
| Tête de liste | Tête de liste       | Liste                             | #            | %            | #           | %           | #      | %      |
| ------------- | ------------------- | --------------------------------- | ------------ | ------------ | ----------- | ----------- | ------ | ------ |
|               | Jean-Pierre Taite   | LR - UDI - MoDem - PCD - CPNT     | 77 887       | 32,13        | 116 565     | 40,93       | 11     | 55,00  |
|               | Sophie Robert       | FN                                | 69 028       | 28,48        | 71 296      | 25,03       | 4      | 20,00  |
|               | Marie-Hélène Riamon | PS - PRG - UDE - GE - Cap21 - MDP | 53 894       | 22,23        | 96 935      | 34,04       | 5      | 25,00  |
|               | Cécile Cukierman    | PCF - R&S - MRC                   | 14 289       | 5,89         | 96 935      | 34,04       | 5      | 25,00  |
|               | Lela Bencharif      | EÉLV - PG - E! - ND - NGS         | 12 886       | 5,32         | 96 935      | 34,04       | 5      | 25,00  |
|               | Jacques Berlioz     | DLF                               | 6 583        | 2,72         |             |             |        |        |
|               | André Moulin        | LO                                | 3 388        | 1,40         |             |             |        |        |
|               | Paul Sordet         | NC - PLD - PFE                    | 2 719        | 1,12         |             |             |        |        |
|               | Jean Pierre Delmau  | UPR                               | 1 734        | 0,72         |             |             |        |        |
|               |                     |                                   |              |              |             |             |        |        |
| Inscrits      | Inscrits            | Inscrits                          | 508 757      | 100,00       | 508 758     | 100,00      |        |        |
| Abstentions   | Abstentions         | Abstentions                       | 258 373      | 50,79        | 214 130     | 42,09       |        |        |
| Votants       | Votants             | Votants                           | 250 384      | 49,21        | 294 628     | 57,91       |        |        |
| Blancs        | Blancs              | Blancs                            | 5 441        | 1,07         | 5 328       | 1,05        |        |        |
| Nuls          | Nuls                | Nuls                              | 2 535        | 0,50         | 4 504       | 0,89        |        |        |
| Exprimés      | Exprimés            | Exprimés                          | 242 408      | 47,65        | 284 796     | 55,98       |        |        |

#### Haute-Loire
| Tête de liste | Tête de liste    | Liste                             | Premier tour | Premier tour | Second tour | Second tour | Sièges | Sièges |
| Tête de liste | Tête de liste    | Liste                             | #            | %            | #           | %           | #      | %      |
| ------------- | ---------------- | --------------------------------- | ------------ | ------------ | ----------- | ----------- | ------ | ------ |
|               | Laurent Wauquiez | LR - UDI - MoDem - PCD - CPNT     | 49 725       | 51,70        | 63 039      | 57,85       | 6      | 75,00  |
|               | Gilles Lacroix   | FN                                | 17 551       | 18,25        | 16 493      | 15,14       | 1      | 12,50  |
|               | André Chapaveire | PS - PRG - UDE - GE - Cap21 - MDP | 17 089       | 17,77        | 29 438      | 27,01       | 1      | 12,50  |
|               | Yves Prat        | PCF - R&S - MRC                   | 4 366        | 4,54         | 29 438      | 27,01       | 1      | 12,50  |
|               | Céline Gacon     | EÉLV - PG - E! - ND - NGS         | 4 224        | 4,39         | 29 438      | 27,01       | 1      | 12,50  |
|               | Denis Achon      | DLF                               | 1 372        | 1,43         |             |             |        |        |
|               | Hervé Lapeyre    | LO                                | 906          | 0,94         |             |             |        |        |
|               | Clément Julliard | NC - PLD - PFE                    | 557          | 0,58         |             |             |        |        |
|               | Michael Masclet  | UPR                               | 394          | 0,41         |             |             |        |        |
|               |                  |                                   |              |              |             |             |        |        |
| Inscrits      | Inscrits         | Inscrits                          | 177 167      | 100,00       | 177 226     | 100,00      |        |        |
| Abstentions   | Abstentions      | Abstentions                       | 77 067       | 43,50        | 64 184      | 36,22       |        |        |
| Votants       | Votants          | Votants                           | 100 100      | 56,50        | 113 042     | 63,78       |        |        |
| Blancs        | Blancs           | Blancs                            | 2 677        | 1,51         | 2 560       | 1,44        |        |        |
| Nuls          | Nuls             | Nuls                              | 1 239        | 0,70         | 1 512       | 0,85        |        |        |
| Exprimés      | Exprimés         | Exprimés                          | 96 184       | 54,29        | 108 970     | 61,49       |        |        |

#### Puy-de-Dôme
| Tête de liste | Tête de liste      | Liste                             | Premier tour | Premier tour | Second tour | Second tour | Sièges | Sièges |
| Tête de liste | Tête de liste      | Liste                             | #            | %            | #           | %           | #      | %      |
| ------------- | ------------------ | --------------------------------- | ------------ | ------------ | ----------- | ----------- | ------ | ------ |
|               | Brice Hortefeux    | LR - UDI - MoDem - PCD - CPNT     | 70 951       | 31,95        | 106 715     | 40,83       | 10     | 55,55  |
|               | Alain Bussière     | PS - PRG - UDE - GE - Cap21 - MDP | 55 907       | 25,17        | 111 180     | 42,53       | 6      | 33,33  |
|               | André Chassaigne   | PCF - R&S - MRC                   | 26 041       | 11,73        | 111 180     | 42,53       | 6      | 33,33  |
|               | Fatima Bezli       | EÉLV - PG - E! - ND - NGS         | 12 602       | 5,67         | 111 180     | 42,53       | 6      | 33,33  |
|               | Stanislas Chavelet | FN                                | 43 836       | 19,74        | 43 491      | 16,64       | 2      | 11,11  |
|               | Gérard Amblard     | DLF                               | 4 992        | 2,25         |             |             |        |        |
|               | Xavier Chaabane    | NC - PLD - PFE                    | 3 132        | 1,41         |             |             |        |        |
|               | Dominique Leclair  | LO                                | 3 104        | 1,40         |             |             |        |        |
|               | Mathias Masclet    | UPR                               | 1 530        | 0,69         |             |             |        |        |
|               |                    |                                   |              |              |             |             |        |        |
| Inscrits      | Inscrits           | Inscrits                          | 454 475      | 100,00       | 454 455     | 100,00      |        |        |
| Abstentions   | Abstentions        | Abstentions                       | 221 681      | 48,78        | 181 837     | 40,01       |        |        |
| Votants       | Votants            | Votants                           | 232 794      | 51,22        | 272 618     | 59,99       |        |        |
| Blancs        | Blancs             | Blancs                            | 6 540        | 1,44         | 6 236       | 1,37        |        |        |
| Nuls          | Nuls               | Nuls                              | 4 159        | 0,92         | 4 996       | 1,10        |        |        |
| Exprimés      | Exprimés           | Exprimés                          | 222 095      | 48,87        | 261 386     | 57,52       |        |        |

#### Rhône
| Tête de liste | Tête de liste         | Liste                             | Premier tour | Premier tour | Second tour | Second tour | Sièges | Sièges |
| Tête de liste | Tête de liste         | Liste                             | #            | %            | #           | %           | #      | %      |
| ------------- | --------------------- | --------------------------------- | ------------ | ------------ | ----------- | ----------- | ------ | ------ |
|               | Béatrice Berthoux     | LR - UDI - MoDem - PCD - CPNT     | 53 982       | 34,10        | 81 430      | 44,43       | 8      | 61,54  |
|               | Jean-Pierre Barbier   | FN                                | 45 644       | 28,84        | 46 173      | 25,19       | 2      | 15,38  |
|               | Bernard Chaverot      | PS - PRG - UDE - GE - Cap21 - MDP | 33 062       | 20,89        | 55 669      | 30,38       | 3      | 23,08  |
|               | Jean-Charles Kohlhaas | EÉLV - PG - E! - ND - NGS         | 9 753        | 6,16         | 55 669      | 30,38       | 3      | 23,08  |
|               | Danièle Lebail        | PCF - R&S - MRC                   | 4 836        | 3,06         | 55 669      | 30,38       | 3      | 23,08  |
|               | Gerbert Rambaud       | DLF                               | 5 608        | 3,54         |             |             |        |        |
|               | Marielle Desmules     | NC - PLD - PFE                    | 2 531        | 1,60         |             |             |        |        |
|               | Chantal Helly         | LO                                | 1 475        | 0,93         |             |             |        |        |
|               | Christophe Blanc      | UPR                               | 1 398        | 0,88         |             |             |        |        |
|               |                       |                                   |              |              |             |             |        |        |
| Inscrits      | Inscrits              | Inscrits                          | 316 777      | 100,00       | 316 745     | 100,00      |        |        |
| Abstentions   | Abstentions           | Abstentions                       | 153 977      | 48,61        | 128 133     | 40,45       |        |        |
| Votants       | Votants               | Votants                           | 162 800      | 51,39        | 188 612     | 59,55       |        |        |
| Blancs        | Blancs                | Blancs                            | 3 163        | 1,00         | 3 154       | 1,00        |        |        |
| Nuls          | Nuls                  | Nuls                              | 1 348        | 0,43         | 2 186       | 0,69        |        |        |
| Exprimés      | Exprimés              | Exprimés                          | 158 289      | 49,97        | 183 272     | 57,86       |        |        |

#### Métropole de Lyon
| Tête de liste | Tête de liste        | Liste                             | Premier tour | Premier tour | Second tour | Second tour | Sièges | Sièges |
| Tête de liste | Tête de liste        | Liste                             | #            | %            | #           | %           | #      | %      |
| ------------- | -------------------- | --------------------------------- | ------------ | ------------ | ----------- | ----------- | ------ | ------ |
|               | Juliette Jarry       | LR - UDI - MoDem - PCD - CPNT     | 110 894      | 31,04        | 171 555     | 40,30       | 16     | 53,33  |
|               | Jean-Jack Queyranne* | PS - PRG - UDE - GE - Cap21 - MDP | 102 437      | 28,67        | 184 650     | 43,37       | 10     | 33,33  |
|               | Andréa Kotarac       | EÉLV - PG - E! - ND - NGS         | 29 606       | 8,29         | 184 650     | 43,37       | 10     | 33,33  |
|               | Raphaël Debû         | PCF - R&S - MRC                   | 15 327       | 4,29         | 184 650     | 43,37       | 10     | 33,33  |
|               | Christophe Boudot    | FN                                | 73 273       | 20,51        | 69 507      | 16,33       | 4      | 13,33  |
|               | Éric Lafond          | NC - PLD - PFE                    | 9 510        | 2,66         |             |             |        |        |
|               | Maguy Girerd         | DLF                               | 9 336        | 2,61         |             |             |        |        |
|               | Olivier Minoux       | LO                                | 3 971        | 1,11         |             |             |        |        |
|               | Bruno Petitjean      | UPR                               | 2 892        | 0,81         |             |             |        |        |
|               |                      |                                   |              |              |             |             |        |        |
| Inscrits      | Inscrits             | Inscrits                          | 791 695      | 100,00       | 791 723     | 100,00      |        |        |
| Abstentions   | Abstentions          | Abstentions                       | 426 836      | 53,91        | 355 020     | 44,84       |        |        |
| Votants       | Votants              | Votants                           | 364 859      | 46,09        | 436 703     | 55,16       |        |        |
| Blancs        | Blancs               | Blancs                            | 5 193        | 0,66         | 6 704       | 0,85        |        |        |
| Nuls          | Nuls                 | Nuls                              | 2 420        | 0,31         | 4 287       | 0,54        |        |        |
| Exprimés      | Exprimés             | Exprimés                          | 357 246      | 45,12        | 425 712     | 53,77       |        |        |

* Président sortant

#### Savoie
| Tête de liste | Tête de liste           | Liste                             | Premier tour | Premier tour | Second tour | Second tour | Sièges | Sièges |
| Tête de liste | Tête de liste           | Liste                             | #            | %            | #           | %           | #      | %      |
| ------------- | ----------------------- | --------------------------------- | ------------ | ------------ | ----------- | ----------- | ------ | ------ |
|               | Patrick Mignola         | LR - UDI - MoDem - PCD - CPNT     | 42 148       | 29,62        | 64 540      | 38,75       | 6      | 54,55  |
|               | Jean-Marie Garcin       | FN                                | 39 380       | 27,67        | 42 639      | 25,60       | 2      | 18,18  |
|               | Thierry Repentin        | PS - PRG - UDE - GE - Cap21 - MDP | 32 986       | 23,18        | 59 377      | 35,65       | 3      | 27,27  |
|               | Alexandra Cusey         | EÉLV - PG - E! - ND - NGS         | 10 921       | 7,67         | 59 377      | 35,65       | 3      | 27,27  |
|               | Antoine Fatiga          | PCF - R&S - MRC                   | 6 962        | 4,89         | 59 377      | 35,65       | 3      | 27,27  |
|               | Vincent Thomazo         | DLF                               | 4 792        | 3,37         |             |             |        |        |
|               | Camille Simon-Chautemps | NC - PLD - PFE                    | 2 155        | 1,51         |             |             |        |        |
|               | Catherine Brun          | LO                                | 1 596        | 1,12         |             |             |        |        |
|               | Adrien Riondet          | UPR                               | 1 364        | 0,96         |             |             |        |        |
|               |                         |                                   |              |              |             |             |        |        |
| Inscrits      | Inscrits                | Inscrits                          | 304 772      | 100,00       | 304 776     | 100,00      |        |        |
| Abstentions   | Abstentions             | Abstentions                       | 157 355      | 51,63        | 131 896     | 43,28       |        |        |
| Votants       | Votants                 | Votants                           | 147 417      | 48,37        | 172 880     | 56,72       |        |        |
| Blancs        | Blancs                  | Blancs                            | 3 349        | 1,10         | 3 525       | 1,16        |        |        |
| Nuls          | Nuls                    | Nuls                              | 1 764        | 0,58         | 2 806       | 0,92        |        |        |
| Exprimés      | Exprimés                | Exprimés                          | 142 304      | 46,69        | 166 549     | 54,65       |        |        |

#### Haute-Savoie
| Tête de liste | Tête de liste            | Liste                             | Premier tour | Premier tour | Second tour | Second tour | Sièges | Sièges |
| Tête de liste | Tête de liste            | Liste                             | #            | %            | #           | %           | #      | %      |
| ------------- | ------------------------ | --------------------------------- | ------------ | ------------ | ----------- | ----------- | ------ | ------ |
|               | Julie Gnuva              | LR - UDI - MoDem - PCD - CPNT     | 78 544       | 34,75        | 123 820     | 45,50       | 12     | 63,16  |
|               | Vincent Lecaillon        | FN                                | 59 500       | 26,33        | 63 840      | 23,46       | 3      | 15,79  |
|               | Christian Dupessey       | PS - PRG - UDE - GE - Cap21 - MDP | 46 845       | 20,73        | 84 490      | 31,05       | 4      | 21,05  |
|               | Fabienne Grébert         | EÉLV - PG - E! - ND - NGS         | 17 231       | 7,62         | 84 490      | 31,05       | 4      | 21,05  |
|               | Loris Fontana            | PCF - R&S - MRC                   | 7 028        | 3,11         | 84 490      | 31,05       | 4      | 21,05  |
|               | Jean-Philippe Deprez     | DLF                               | 7 549        | 3,34         |             |             |        |        |
|               | Cédric Borel             | NC - PLD - PFE                    | 4 002        | 1,77         |             |             |        |        |
|               | André Veyrat de Lachenal | UPR                               | 2 878        | 1,27         |             |             |        |        |
|               | Jean-Paul Macé           | LO                                | 2 420        | 1,07         |             |             |        |        |
|               |                          |                                   |              |              |             |             |        |        |
| Inscrits      | Inscrits                 | Inscrits                          | 526 603      | 100,00       | 526 470     | 100,00      |        |        |
| Abstentions   | Abstentions              | Abstentions                       | 292 672      | 55,58        | 244 759     | 46,49       |        |        |
| Votants       | Votants                  | Votants                           | 233 931      | 44,42        | 281 711     | 53,51       |        |        |
| Blancs        | Blancs                   | Blancs                            | 5 582        | 1,06         | 5 471       | 1,04        |        |        |
| Nuls          | Nuls                     | Nuls                              | 2 352        | 0,45         | 4 090       | 0,78        |        |        |
| Exprimés      | Exprimés                 | Exprimés                          | 225 997      | 42,92        | 272 150     | 51,69       |        |        |

### Répartition des sièges
| Liste              | Parti          | Ain | Allier | Ardèche | Cantal | Drôme | Isère | Loire | Haute-Loire | Métropole de Lyon | Puy-de-Dôme | Rhône | Savoie | Haute-Savoie | Total |
| ------------------ | -------------- | --- | ------ | ------- | ------ | ----- | ----- | ----- | ----------- | ----------------- | ----------- | ----- | ------ | ------------ | ----- |
| Union de la droite | LR             | 5   | 2      | 2       | 2      | 4     | 7     | 5     | 3           | 8                 | 4           | 7     | 4      | 7            | 60    |
| Union de la droite | UDI            | 2   | 1      | 1       | 1      | 3     | 3     | 2     | 1           | 3                 | 1           | 0     | 1      | 2            | 21    |
| Union de la droite | Modem          | 1   | 0      | 0       | 0      | 0     | 1     | 1     | 0           | 2                 | 3           | 1     | 1      | 1            | 11    |
| Union de la droite | DVD            | 0   | 2      | 2       | 0      | 0     | 4     | 3     | 2           | 3                 | 2           | 0     | 0      | 2            | 20    |
| Union de la droite | PCD            | 0   | 0      | 0       | 0      | 0     | 1     | 0     | 0           | 0                 | 0           | 0     | 0      | 0            | 1     |
| Union de la gauche | PS             | 2   | 1      | 2       | 1      | 3     | 4     | 3     | 1           | 2                 | 1           | 1     | 3      | 2            | 26    |
| Union de la gauche | PRG            | 1   | 0      | 0       | 0      | 0     | 1     | 0     | 0           | 1                 | 1           | 1     | 0      | 0            | 5     |
| Union de la gauche | PCF            | 0   | 1      | 1       | 0      | 0     | 1     | 1     | 0           | 1                 | 2           | 0     | 0      | 0            | 7     |
| Union de la gauche | PG             | 0   | 0      | 0       | 0      | 1     | 1     | 0     | 0           | 1                 | 0           | 0     | 0      | 0            | 3     |
| Union de la gauche | EÉLV           | 0   | 0      | 0       | 0      | 0     | 1     | 0     | 0           | 1                 | 1           | 1     | 0      | 0            | 4     |
| Union de la gauche | DVG            | 1   | 0      | 0       | 0      | 0     | 3     | 1     | 0           | 4                 | 1           | 0     | 0      | 2            | 14    |
| Front national     | Front national | 3   | 1      | 2       | 0      | 3     | 7     | 4     | 1           | 4                 | 2           | 2     | 2      | 3            | 34    |

## L'exécutif régional formé à l'issue du scrutin

### Le président
| Nom              | Parti | Parti | Période        | Période  | Département d'élection |
| ---------------- | ----- | ----- | -------------- | -------- | ---------------------- |
| Laurent Wauquiez |       | LR    | 4 janvier 2016 | En cours | Haute-Loire            |

### Les vice-présidents
Outre le président, l'exécutif comporte 15 vice-présidents élus en janvier 2016. La liste de ceux-ci est remaniée en octobre 2017 pour tenir compte de l'obligation faite à plusieurs conseillers élus députés de respecter la loi sur le non-cumul des mandats, puis en juin 2019 à la suite de la démission d'un vice-président MoDem.
| no                  | Conseiller régional | Conseiller régional                                                        | Parti | Délégation | Département d'élection |
| ------------------- | ------------------- | -------------------------------------------------------------------------- | ----- | --- | ---------------------- |
| 1er vice-président  |                     | (poste vacant à la suite de la démission d' Étienne Blanc en octobre 2020) | LR    | | Ain                    |
| 2e vice-président   |                     | (poste vacant à la suite de la démission de Brice Hortefeux en juin 2019)  |       | |                        |
| 3e vice-présidente  |                     | Béatrice Berthoux                                                          | LR    | déléguée aux lycées | Rhône                  |
| 4e vice-présidente  |                     | Stéphanie Pernod-Beaudon                                                   | LR    | déléguée à la formation professionnelle, à l’apprentissage et au sport                                                                              | Ain                    |
| 5e vice-président   |                     | Éric Fournier                                                              | UDI   | délégué à l’environnement, au développement durable, à l’énergie et aux parcs naturels régionaux                                                    | Haute-Savoie           |
| 6e vice-présidente  |                     | Annabel André-Laurent                                                      | LR    | déléguée aux entreprises, à l’emploi, au développement économique, à l’économie de proximité, au commerce, à l’artisanat, aux professions libérales | Haute-Savoie           |
| 7e vice-présidente  |                     | Juliette Jarry                                                             | SE    | déléguée aux infrastructures, à l'économie et aux usages numériques                                                                                 | Métropole de Lyon      |
| 8e vice-président   |                     | Philippe Meunier                                                           | LR    | délégué à la sécurité, aux partenariats internationaux, aux aéroports et zones aéroportuaires, à la chasse, à la pêche, à la forêt et au bois       | Métropole de Lyon      |
| 9e vice-présidente  |                     | Martine Guibert                                                            | UDI   | déléguée aux transports | Cantal                 |
| 10e vice-président  |                     | Jean-Pierre Taite                                                          | LR    | délégué à l’agriculture, à la forêt, à la ruralité, à la viticulture et aux produits du terroir                                                     | Loire                  |
| 11e vice-président  |                     | Samy Kefi-Jérôme                                                           | MoDem | délégué aux politiques sociales, à la politique de la ville et à la famille                                                                         | Loire                  |
| 12e vice-président  |                     | Yannick Neuder                                                             | LR    | délégué à l’enseignement supérieur, à la recherche, à l’innovation, aux fonds européens et à la santé                                               | Isère                  |
| 13e vice-président  |                     | Nicolas Daragon                                                            | LR    | délégué au tourisme et au thermalisme | Drôme                  |
| 14e vice-présidente |                     | Florence Verney-Carron                                                     | SE    | déléguée à la culture et au patrimoine | Métropole de Lyon      |
| 15e vice-présidente |                     | Marie-Camille Rey                                                          | LR    | déléguée à la jeunesse, au sport et à la vie associative                                                                                            | Loire                  |

### Conseillers délégués et conseillers spéciaux
En plus des vice-présidents, Laurent Wauquiez a délégué l'exercice d'une partie de ses fonctions à des conseillers spéciaux et des conseillers délégués.
Les importantes dépenses de communication du Conseil régional sur Facebook pendant la pandémie de Covid-19 suscitent une controverse.

### Listes se présentant
1. ↑  « Auvergne-Rhône-Alpes - Liste des candidatures », sur programme-candidats.interieur.gouv.fr (consulté le 26 novembre 2015).

### Autres
1. ↑  « Résultats des élections régionales 2010 - Auvergne », sur interieur.gouv.fr.
2. ↑  « Résultats des élections régionales 2010 - Rhône-Alpes », sur interieur.gouv.fr.
3. ↑  100 initialement, mais le conseil d'État, par une décision du 15 décembre 2010 a invalidé un siège socialiste : http://arianeinternet.conseil-etat.fr/arianeinternet/getdoc.asp?id=162311&fonds=DCE&item=1 Le Conseil a également indiqué que ce siège invalidité demeurerait vacant.
4. ↑  Art. L336 du Code électoral.
5. 1 2 3 4  Art. L338 du Code électoral.
6. ↑  Art. L346 du Code électoral.
7. ↑  Art. L338-1 du Code électoral.
8. ↑  Art. L350 du Code électoral.
9. 1 2  Gérald Bouchon, « Régionales: l'Union Populaire Républicaine fera une liste en Auvergne Rhône-Alpes », sur lyonpremiere.com, 5 septembre 2015 (consulté le 5 septembre 2015).
10. 1 2  « Une permanence pour Jean-Jack Queyranne », sur leprogres.fr, 17 septembre 2015 (consulté le 9 octobre 2015).
11. ↑  « Régionales 2015 : la liste 100 % citoyens en piste », sur acteursdeleconomie.latribune.fr, 9 novembre 2015 (consulté le 9 novembre 2015).
12. ↑  « Programme de Éric Lafond » [PDF], sur programme-candidats.interieur.gouv.fr (consulté le 1er décembre 2015).
13. ↑  Michel Rivet-Pature, « Elections régionales : Christophe Boudot conduira les listes FN », sur leprogres.fr, 5 mai 2015 (consulté le 5 mai 2015).
14. ↑  Pierre-Alexandre Bevand, « Régionales 2015 en Rhône-Alpes/Auvergne : le FN "part pour gagner" », sur metronews.fr, 12 février 2015 (consulté le 3 mars 2015).
15. 1 2 3 4 5 6 7  Xavier Brivet, « Régionales 2015 : tout savoir sur les candidatures au scrutin de décembre », sur courrierdesmaires.fr, 23 avril 2015 (consulté le 28 avril 2015).
16. ↑  Rhône-Alpes : Bruno Gollnisch démissionne, Le Figaro, 30 janvier 2015.
17. ↑  Bruno Gollnisch démissionne de la région Rhône-Alpes, France 3 Rhône-Alpes, 31 janvier 2015.
18. ↑  Le député européen FN Bruno Gollnisch lorgne sur le Sud, France 3 Côte d'Azur, 31 janvier 2015.
19. 1 2  « Régionales 2015 : des militants FN se rebellent contre Marine Le Pen », sur lepoint.fr, 6 novembre 2015 (consulté le 6 novembre 2015).
20. ↑  Brigitte Cante, « Les communistes désignent une tête de liste en Rhône-Alpes Auvergne », sur france3-regions.francetvinfo.fr, 22 juin 2015 (consulté le 16 juillet 2015).
21. ↑  « Régionales : le PCF n’ira pas avec les écologistes en Auvergne Rhône-Alpes », sur legrisou.fr, 19 août 2015 (version du 25 septembre 2015 sur Internet Archive).
22. ↑  Richard Benguigui, « Elections régionales : Les militants communistes tiraillés entre trois options », sur lamontagne.fr, 29 août 2015 (consulté le 29 août 2015).
23. ↑  « Auvergne-Rhône-Alpes: le PCF choisit de partir seul au premier tour », sur leprogres.fr, 5 septembre 2015 (consulté le 6 septembre 2015).
24. ↑  « Déclaration du PCF : "les communistes choisissent l'Humain d'Abord" », sur cukierman2015.fr (consulté le 10 novembre 2015).
25. ↑  Richard Benguigui, « Régionales : le PCF fait le choix de l'autonomie », sur lamontagne.fr, 6 septembre 2015 (consulté le 6 septembre 2015).
26. ↑  « La liste « L’humain d’abord » présente ses candidats », sur ledauphine.com, 4 octobre 2015 (consulté le 3 octobre 2015).
27. ↑  « Régionales 2015 : Déclaration commune de la liste FDG/MRC », sur mrc-france.org, 4 octobre 2015 (consulté le 4 octobre 2015).
28. ↑  « Sécurité des circulations ferroviaires sur la région Auvergne Rhône Alpes », sur republiqueetsocialisme.fr, 6 novembre 2015 (consulté le 10 novembre 2015).
29. ↑  « Régionales : bisbille au sein de la gauche anti-libérale », sur zoomdici.fr, 5 octobre 2015 (consulté le 10 novembre 2015).
30. 1 2  Justin Boche, « Régionales : les têtes de liste se dévoilent en Auvergne-Rhône-Alpes », sur lyoncapitale.fr, 29 juillet 2015 (consulté le 29 juillet 2015).
31. ↑  Eric Nunès, « Laurent Wauquiez se voit président... de région », Le Monde.fr,‎ 15 janvier 2015 (ISSN 1950-6244, lire en ligne, consulté le 4 février 2016).
32. ↑  Wauquiez se lance à l'assaut de la région Rhône-Alpes-Auvergne, Le Figaro, 15 janvier 2015.
33. ↑  Jérémy Jeantet, « Laurent Wauquiez investi candidat de l’UMP en Rhône-Alpes », sur lyoncapitale.fr, 5 février 2015 (consulté le 3 mars 2015).
34. ↑  Michel Barnier candidat, la présidence de la future grande région Rhône-Alpes-Auvergne aiguise les appétits, France 3 Alpes, 21 octobre 2014.
35. ↑  Cent élus régionaux lancent "un appel à l'unité" autour de Michel Barnier, France 3 Rhône-Alpes, 23 janvier 2015.
36. ↑  « Face à Wauquiez, Barnier en appelle à Sarkozy », sur mon43.fr, 15 janvier 2015.
37. ↑  Steven Belfils, « Régionales 2015 : l’UDI mènera une liste face à Wauquiez », sur lyoncapitale.fr, 10 février 2015 (consulté le 3 mars 2015).
38. ↑  Joël Audran, « Rhône-Alpes/Auvergne : Franck Reynier chef de file de l'UDI aux régionales 2015 », sur ledauphine.com, 15 avril 2015 (consulté le 19 avril 2015).
39. ↑  Alexandre Lemarié, « Régionales : accord « conclu » entre le parti Les Républicains et l’UDI sur les têtes de liste », sur lemonde.fr, 23 juin 2015 (consulté le 24 juin 2015).
40. ↑  « Régionales 2015 : le MoDem investit son candidat Patrick Mignola », sur lyonmag.com, 27 avril 2015 (consulté le 28 avril 2015).
41. ↑  « Le Modem pourrait finalement se rallier aux Républicains, en Rhône-Alpes-Auvergne », sur france3-regions.francetvinfo.fr, 11 juillet 2015 (consulté le 17 juillet 2015).
42. 1 2 3  « Elections régionales en Rhône-Alpes-Auvergne: le MoDem Patrick Mignola ira avec Laurent Wauquiez Les Républicains », sur france3-regions.francetvinfo.fr, 24 juillet 2015 (consulté le 25 juillet 2015).
43. ↑  « Modem : une liste indépendante pour le 1er tour des élections régionales en Rhône-Alpes Auvergne ? », sur france3-regions.francetvinfo.fr, 20 août 2015 (consulté le 28 août 2015).
44. ↑  « Régionales : le MoDem décidera mi-septembre s’il entérine ou non l’alliance avec Wauquiez », sur lyonmag.com, 31 août 2015 (consulté le 31 août 2015).
45. ↑  « Cyrille Isaac-Sibille : “La liste indépendante MoDem prête à 80% pour les régionales” », sur lyonmag.com, 14 septembre 2015 (consulté le 14 septembre 2015).
46. ↑  « Programme de Laurent Wauquiez » [PDF], sur programme-candidats.interieur.gouv.fr (consulté le 1er décembre 2015).
47. ↑  Philippe Meirieu, « Auvergne-Rhône-Alpes : emploi, pollution... La région doit être écologiste et solidaire ! », sur leplus.nouvelobs.com, 19 avril 2015 (consulté le 20 octobre 2015).
48. 1 2  « Régionales 2015 : les écolos choisissent une stratégie à la grenobloise en Rhône-Alpes-Auvergne », sur rue89lyon.fr, 27 avril 2015 (consulté le 28 avril 2015).
49. 1 2  « Pierre Larrouturou, Co-Président de Nouvelle Donne, était en Beaujolais ce dimanche », sur macon-infos.com, 8 septembre 2015 (consulté le 20 octobre 2015).
50. ↑  « Vote des militants EELV : plébiscite pour le rassemblement », sur rhonealpes.eelv.fr, 28 juin 2015 (consulté le 8 juillet 2015).
51. ↑  « Une liste à la gauche de la gauche pour les Régionales », sur leprogres.fr, 3 juillet 2015 (consulté le 23 septembre 2015).
52. ↑  « Bienvenue à la Nouvelle Gauche Socialiste », sur lerassemblement2015.fr (consulté le 15 septembre 2015).
53. ↑  « La Démarche », sur lerassemblement2015.fr (consulté le 23 septembre 2015).
54. ↑  « Gerbert Rambaud : “Debout la France, une alternative libre pour Rhône-Alpes Auvergne” », sur lyonmag.com, 28 mai 2015 (consulté le 12 septembre 2015).
55. ↑  Gérald Bouchon, « Gerbert Rambaud conduira la liste Debout la France en Auvergne Rhône-Alpes », sur lyonpremiere.com, 20 juillet 2015 (consulté le 12 septembre 2015).
56. ↑  Rémy Mousson, « PS : le président de Rhône-Alpes à Yssingeaux pour booster les Départementales », sur mon43.fr, 7 mars 2015 (consulté le 12 mars 2015).
57. ↑  « Jean-Jack Queyranne choisi comme tête de liste socialiste pour les élections régionales Rhône-Alpes Auvergne », sur france3-regions.francetvinfo.fr, 10 avril 2015 (consulté le 28 avril 2015).
58. ↑  « Candidats, programmes : le point à cinq mois des régionales en Auvergne Rhône-Alpes », sur lyonmag.com, 6 juillet 2015 (consulté le 8 juillet 2015).
59. ↑  « Jean-Jack Queyranne prêt à accueillir les centristes opposés à Wauquiez », sur lyonmag.com, 27 juillet 2015 (consulté le 27 juillet 2015).
60. ↑  Geoffrey Mercier, « Une vingtaine de candidats PS quittent les listes Queyranne », sur leprogres.fr, 15 septembre 2015 (consulté le 15 septembre 2015).
61. ↑  « Régionales : Jean-Jack Queyranne “maltraite” le PRG selon Thierry Braillard », sur lyonmag.com, 19 septembre 2015 (consulté le 19 septembre 2015).
62. ↑  « Régionales 2015: les radicaux de gauche font poireauter le PS », sur francesoir.fr, 19 septembre 2015 (consulté le 19 septembre 2015).
63. ↑  Ève Moulinier, « Stéphane Gemmani : « Nous devons partir avec Jean-Jack Queyranne » », sur ledauphine.com, 23 septembre 2015 (consulté le 1er octobre 2015).
64. ↑  Paul Terra, « Queyranne ne recase pas les socialistes lyonnais », sur lyoncapitale.fr, 2 octobre 2015 (consulté le 2 octobre 2015).
65. ↑  « Régionales en Auvergne Rhône-Alpes : le PRG finalement d’accord avec le PS », sur lyonmag.com, 7 octobre 2015 (consulté le 8 octobre 2015).
66. ↑  « Jean-Jack Queyranne et ses colistiers en ordre de marche », sur france3-regions.francetvinfo.fr, 24 octobre 2015 (consulté le 26 octobre 2015).
67. ↑  « Régionales : Jean-Jack Queyranne à nouveau lâché par des candidats ! », sur mlyon.fr, 28 octobre 2015 (consulté le 29 octobre 2015).
68. ↑  « Programme de Jean-Jack Queyranne » [PDF], sur programme-candidats.interieur.gouv.fr (consulté le 1er décembre 2015).
69. ↑  « Elections régionales : Queyranne investi par les militants socialistes », sur leprogres.fr, 10 avril 2015 (consulté le 13 septembre 2015).
70. ↑  « Régionales : 9 listes officiellement retenues en Auvergne Rhône-Alpes », sur france3-regions.francetvinfo.fr, 10 novembre 2015 (consulté le 10 novembre 2015).
71. 1 2  « Régionales Auvergne-Rhône-Alpes: la liste "Les Voix de Savoie" retoquée », sur france3-regions.francetvinfo.fr, 13 novembre 2015 (consulté le 13 novembre 2015).
72. ↑  « Une liste recalée en Rhône-Alpes-Auvergne », sur leprogres.fr, 13 novembre 2015 (consulté le 13 novembre 2015).
73. ↑  « Quelle est la marge d’erreur d’un sondage ? », sur ipsos.fr.
74. ↑  « Auvergne-Rhône-Alpes: Queyranne se tourne vers les électeurs centristes, Wauquiez raille le ralliement de la gauche », sur liberation.fr, 9 décembre 2015 (consulté le 10 décembre 2015).
75. 1 2  « Résultats en Auvergne-Rhône-Alpes », sur elections.interieur.gouv.fr/regionales-2015/index.html (consulté le 13 décembre 2015).
76. 1 2 3 4 5 6 7  Pierre Breteau, Samuel Laurent et Maxime Vaudano, « Elections Régionales : quel est le candidat dans votre (nouvelle) région ? », sur lemonde.fr, 5 août 2015 (consulté le 29 août 2015).
77. ↑  « Christophe Boudot : candidat déclaré pour les élections régionales », sur frontnational.com.
78. ↑  « Jean-Jack Queyranne choisi comme tête de liste socialiste pour les élections régionales Rhône-Alpes Auvergne », sur France 3 Rhône-Alpes-Auvergne.
79. ↑  « Jean-Jack Queyranne et ses colistiers en ordre de marche », sur france3-regions.francetvinfo.fr, 24 octobre 2015 (consulté le 26 octobre 2015).
80. ↑  « Régionales 2015 : Jean-Charles Kohlhaas tête de liste EELV - France 3 Auvergne », sur france3-regions.francetvinfo.fr.
81. ↑  Paul Terra, « Régionales : le grand rassemblement à la gauche du PS enfin scellé », sur lyoncapitale.fr.
82. ↑  « Bienvenue à la Nouvelle Gauche Socialiste », sur lerassemblement2015.fr (consulté le 15 septembre 2015).
83. ↑  « Les communistes désignent une tête de liste en Rhône-Alpes Auvergne - France 3 Auvergne », sur france3-regions.francetvinfo.fr.
84. ↑  « Régionales 2015 : Déclaration commune de la liste FDG/MRC », sur mrc-france.org, 4 octobre 2015 (consulté le 4 octobre 2015).
85. ↑  « Sécurité des circulations ferroviaires sur la région Auvergne Rhône Alpes », sur republiqueetsocialisme.fr, 6 novembre 2015 (consulté le 10 novembre 2015).
86. ↑  « Régionales 2015 : la liste 100 % citoyens en piste », sur acteursdeleconomie.latribune.fr, 9 novembre 2015 (consulté le 9 novembre 2015).
87. ↑  Gérald Bouchon, « Régionales: l'Union Populaire Républicaine fera une liste en Auvergne Rhône-Alpes », sur lyonpremiere.com, 5 septembre 2015 (consulté le 5 septembre 2015).
88. 1 2  « Résultats dans l'Ain », sur elections.interieur.gouv.fr/regionales-2015/index.html (consulté le 13 décembre 2015).
89. 1 2  « Résultats dans l'Allier », sur elections.interieur.gouv.fr/regionales-2015/index.html (consulté le 13 décembre 2015).
90. 1 2  « Résultats dans l'Ardèche », sur elections.interieur.gouv.fr/regionales-2015/index.html (consulté le 13 décembre 2015).
91. 1 2  « Résultats dans le Cantal », sur elections.interieur.gouv.fr/regionales-2015/index.html (consulté le 13 décembre 2015).
92. 1 2  « Résultats dans la Drôme », sur elections.interieur.gouv.fr/regionales-2015/index.html (consulté le 13 décembre 2015).
93. 1 2  « Résultats dans l'Isère », sur elections.interieur.gouv.fr/regionales-2015/index.html (consulté le 13 décembre 2015).
94. 1 2  « Résultats dans la Loire », sur elections.interieur.gouv.fr/regionales-2015/index.html (consulté le 13 décembre 2015).
95. 1 2  « Résultats dans la Haute-Loire », sur elections.interieur.gouv.fr/regionales-2015/index.html (consulté le 13 décembre 2015).
96. 1 2  « Résultats dans le Puy-de-Dôme », sur elections.interieur.gouv.fr/regionales-2015/index.html (consulté le 13 décembre 2015).
97. 1 2  « Résultats dans le Rhône », sur elections.interieur.gouv.fr/regionales-2015/index.html (consulté le 13 décembre 2015).
98. 1 2  « Résultats dans la métropole de Lyon », sur elections.interieur.gouv.fr/regionales-2015/index.html (consulté le 13 décembre 2015).
99. 1 2  « Résultats en Savoie », sur elections.interieur.gouv.fr/regionales-2015/index.html (consulté le 13 décembre 2015).
100. 1 2  « Résultats en Haute-Savoie », sur elections.interieur.gouv.fr/regionales-2015/index.html (consulté le 13 décembre 2015).
101. ↑  De nouveaux élus à la tête de la Région. sur le site du Conseil Régional.
102. ↑  « Brice Hortefeux reste référent pour l'Auvergne ».
103. ↑  Sylvain Chazot, « La région de Laurent Wauquiez dépense sans compter sur Facebook », sur Libération.fr, 15 mai 2020 (consulté le 16 mai 2020).

1. ↑  « Liste LDIV conduite par M. Alain FÉDÈLE », sur elections.interieur.gouv.fr (consulté le 10 novembre 2015).
2. ↑  « Liste LDVD conduite par M. Eric LAFOND », sur elections.interieur.gouv.fr (consulté le 10 novembre 2015).
3. ↑  « Liste LFN conduite par M. Christophe BOUDOT », sur elections.interieur.gouv.fr (consulté le 10 novembre 2015).
4. ↑  « Liste LCOM conduite par Mme Cécile CUKIERMAN », sur elections.interieur.gouv.fr (consulté le 10 novembre 2015).
5. ↑  « Liste LEXG conduite par Mme Chantal GOMEZ », sur elections.interieur.gouv.fr (consulté le 10 novembre 2015).
6. ↑  « Liste LUD conduite par M. Laurent WAUQUIEZ », sur elections.interieur.gouv.fr (consulté le 10 novembre 2015).
7. ↑  « Liste LVEG conduite par M. Jean-Charles KOHLHAAS », sur elections.interieur.gouv.fr (consulté le 10 novembre 2015).
8. ↑  « Liste LDLF conduite par M. Gerbert RAMBAUD », sur elections.interieur.gouv.fr (consulté le 10 novembre 2015).
9. ↑  « Liste LUG conduite par M. Jean-Jack QUEYRANNE », sur elections.interieur.gouv.fr (consulté le 10 novembre 2015).